# フランク・シナトラ
フランシス・アルバート・"フランク"・シナトラ（英語: Francis Albert "Frank" Sinatra、1915年12月12日 - 1998年5月14日）は、アメリカ合衆国のエンターテイナー・ポピュラー歌手・ジャズ歌手・俳優。通称「ザ・ヴォイス」。

## 概要
シナトラは、数々のヒット曲やゴールドディスクを世に送り出し、そのクルーナー（小さな声で歌う）・ヴォイスによる歌唱によって世界中に多くのファンを獲得した。ビング・クロスビー、エルヴィス・プレスリー、マイケル・ジャクソンなどと並び、20世紀アメリカを代表するエンターテイナーの一人である。
第二次世界大戦前の1930年代より死去する1990年代末まで長期に渡り現役の歌手として活動し、数々のミリオンセラーを連発、また多くのミュージシャンに影響を与えた。「Q誌の選ぶ歴史上最も偉大な100人のシンガー」において第3位にランクされた。
さらに1940年代以降は映画俳優としても活躍し、1953年には第26回アカデミー賞助演男優賞を受賞している。シナトラは、大作からミュージカル映画、コメディ映画まで数多くの映画に出演した。
しかし、デビュー期からイタリア系マフィアとの深い関係が度々取りざたされ、女優（キム・ノヴァクがモデル）を駄目にした歌手とのエピソードがある。またマフィアを介してジョン・F・ケネディと親密な交友関係を持ち、ケネディの大統領当選に貢献したものの、後に関係が悪化したとされる。

## 略歴
- 1915年12月12日：ニュージャージー州ホーボーケンに生まれる。
- 1935年：「ホーボーケン・フォー」の一員として歌手デビュー。
- 1939年：幼友達ナンシー（ナンシー・バルバト）と結婚。
- 1939年：ハリー・ジェイムス楽団の歌手としてメジャー・デビュー。
- 1940年：トミー・ドーシー楽団に移籍。
- 1941年：映画『ラスベガス・ナイト』に楽団歌手とプロフェッショナルして初出演。
- 1942年：ラジオ番組のレギュラーをきっかけにソロ・デビュー。
- 1951年：ナンシーと離婚。女優エヴァ・ガードナーと結婚。
- 1953年：映画『地上より永遠に』で第26回アカデミー賞助演男優賞を受賞。
- 1957年：エヴァと離婚。
- 1961年：自分のレーベル、リプリーズを設立。
- 1966年：女優ミア・ファローと結婚。
- 1968年：ミアと離婚。
- 1971年：引退を発表。
- 1973年：アルバム『OL' BLUE EYES IS BACK』で歌手業に復帰。
- 1976年：ゼッポ・マルクス（マルクス兄弟の末っ子）の元妻、バーバラと結婚。
- 1985年：大統領自由勲章を受章。
- 1998年5月14日：多臓器不全により82歳で死去。

## プロフィール

### 生い立ち
世界が第一次世界大戦下にあった1915年に、ニューヨーク市近郊のニュージャージー州ホーボーケンで、イタリア系アメリカ人のアンソニー・マーティン・シナトラとドリーの元に長男として生まれる。シナトラは難産であり、鉗子のため鼓膜が破れていた。このことが歌手としてのキャリアに様々な形で大きく影響することになった。
その後カトリックとしての洗礼を受ける。少年期に音楽に興味を持ち始め、1930年代初頭、当時ラジオで人気を得ていたビング・クロスビーの歌声に憧れて歌手を志す。
全米が大恐慌の荒波に巻き込まれた1920年代末から1930年代において、父がニューヨークの消防局に勤めていた上に、ドリーも助産婦として安定した収入があったお陰で、十分に恵まれた少年時代を送ることができた。この頃マイクを使うようになり、マイクのおかげで大きい声を出す必要がなく、情感を出すクルーナースタイルを習得していく。

### プロデビュー

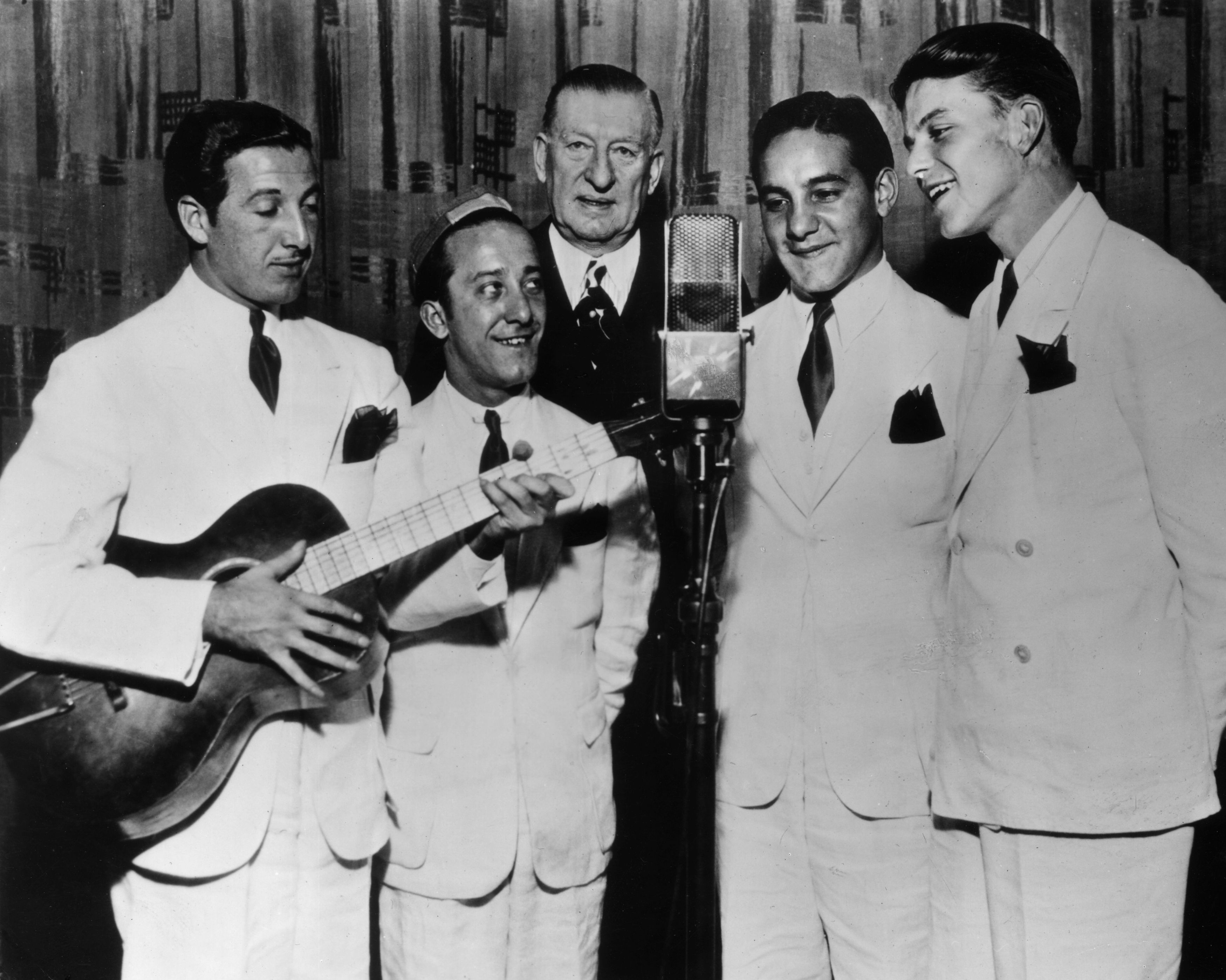
「ホーボーケン・フォア」時代のシナトラ（右端/ 1935年）

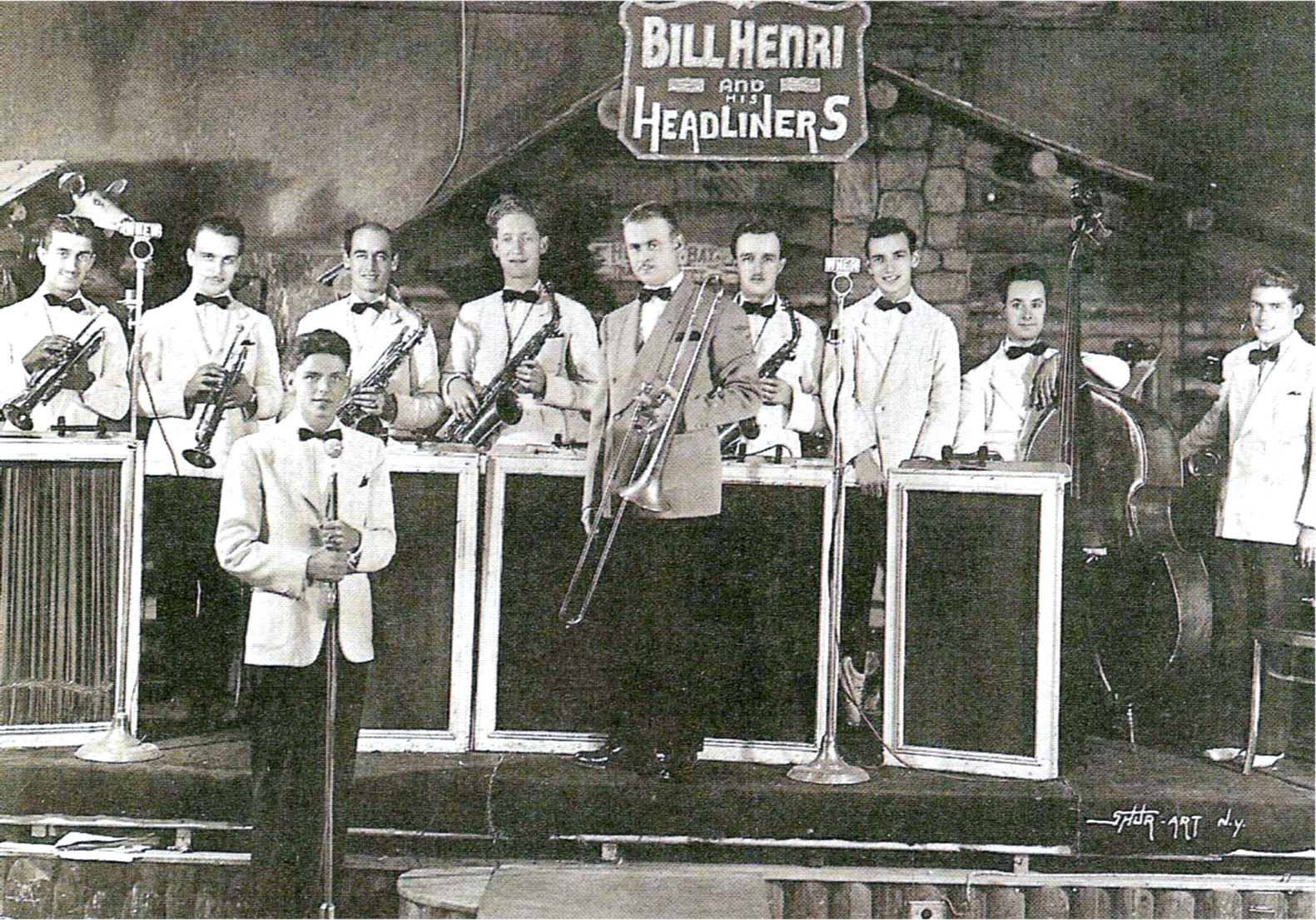
ニュージャージーのレストラン「ラスティック・キャビン」で歌うシナトラ（1938年）

1935年、20歳の時に地元のイタリア人ボーカルトリオ「ザ・スリー・フラッシズ」に参加、「ホーボーケン・フォア」としてラジオ出演や、西海岸を含む全米巡業（ただし他のグループ・コメディアンも一緒の一座であり、レストランなどの店頭などで歌った）などを行い、後にソロ活動を行うために脱退した。
その後バーのラウンジで歌っていたところを見出され、1939年には当時大衆的な人気が高かったトランペッター、ハリー・ジェイムスの楽団「ミュージック・メイカーズ」の専属歌手としてビクターよりプロデビューした。その歌唱スタイルはクロスビーの影響下にあるクルーナースタイルであった。

### 初婚
なお、この頃よりニュージャージー州やニューヨーク州、イリノイ州など東海岸を主な拠点とし、地元のレストランなどの利権を牛耳っていたイタリア系マフィアとの関係が深かったといわれている。また、1937年に警察に初めて逮捕されている。
1939年に、シナトラは同じイタリア系アメリカ人のナンシー・バルバートと4年間の交際の末に結婚した。ちなみに、彼女は有力なマフィアのジェノヴェーゼ・ファミリーの副ボスであるウィリー・モレッティと縁のある人物のいとこであった。

### 高まる人気
この頃ニューヨークで正式な歌唱法を学び、またラジオ番組に多数出演することでファンを増やしていった。1940年には、やはり人気のあったトロンボーン奏者トミー・ドーシーオーケストラに引き抜かれ移籍して大活躍、アメリカの10代の女性を中心にシナトラへの人気を決定的なものとした。
なお、「ミュージック・メイカーズ」からの移籍にまつわるエピソードが、後にマフィアを描いた映画「ゴッドファーザー」で「（マフィアが）バンドリーダーの頭に銃を突き付け、（当時としても破格の安値であった）1,000ドルの移籍金で話をまとめた」として取り上げられている。
しかし、音楽的にリーダーのトミー・ドーシーによる滑らかなトロンボーン・プレイを研究し、自らの歌い回しに取り込み、また、世界で最初にマイクロフォンをマイクスタンドから取り外して歌うなど、マイクロフォンの特性をいかして自らの楽器とし、エレガントで巧みな歌唱テクニックは、既にこの頃から発揮されていた。
この頃、多くのスターを抱え、映画会社として黄金時代を迎えていたメトロ・ゴールドウィン・メイヤー（MGM）のミュージカル映画にも（演技はさして巧くないものの歌手としての才能を見込まれて）多数主演し、後にスタンダード・ナンバーとして記憶される曲を多く歌っている。なお、1940年に最初の娘であるナンシーが生まれた。

### 第二次世界大戦中

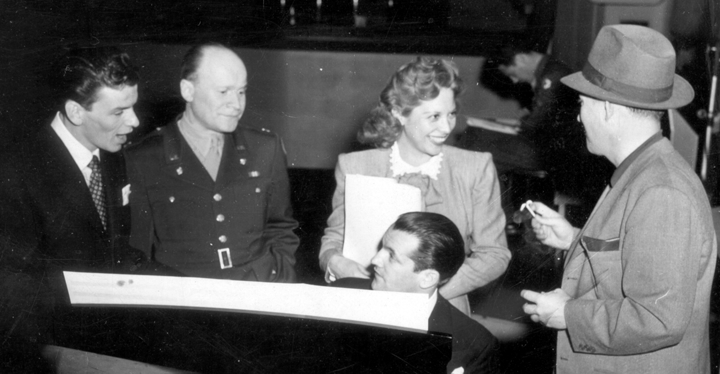
第二次世界大戦中のAFRS時代のシナトラ（左端）とダイナ・ショア(中央・右)、ビング・クロスビー（右端）

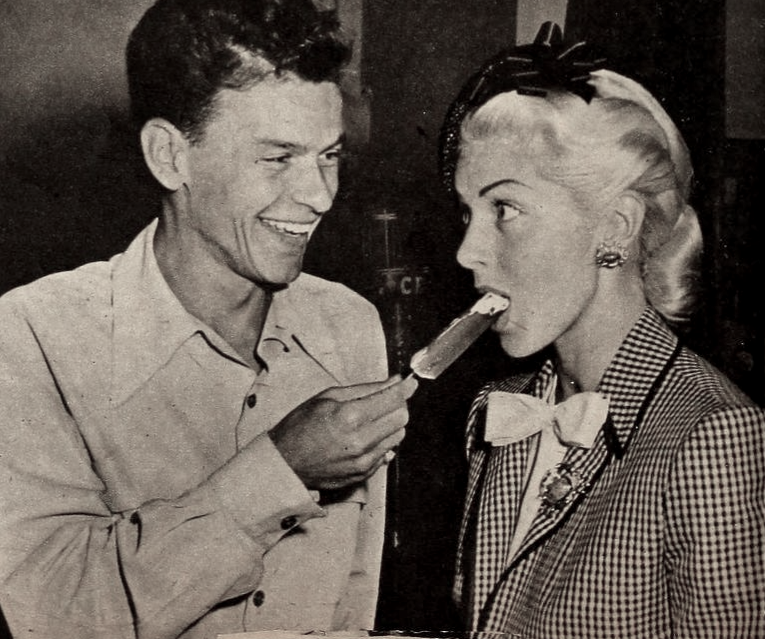
ラナ・ターナーとシナトラ（1944年）

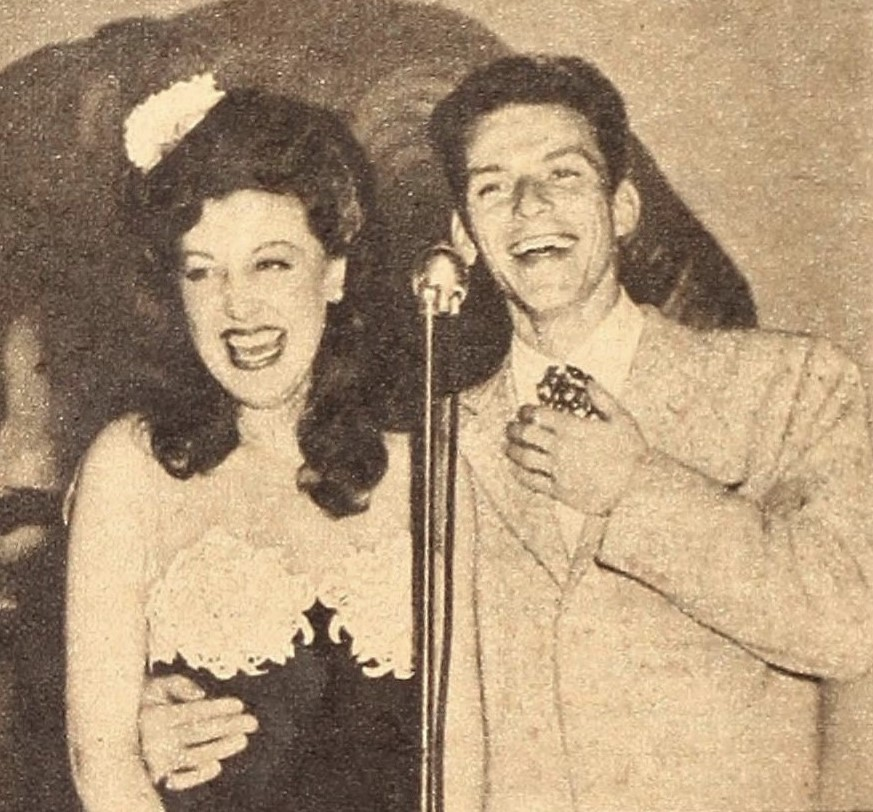
フェイ・マッケンジーとシナトラ（1946年）

1941年12月の日本との間の開戦をきっかけにアメリカも参戦した第二次世界大戦では、多くの若者が兵士として徴兵された。シナトラも兵役を自ら志願したが、前記の通りシナトラは出生時の医療過誤のため鼓膜が破れており、2度も兵役不合格となった。
その為、AFRS（American Forces Radio Service = アメリカ軍ラジオサービス）や慰問部隊の歌手の1人として、アメリカ全土の基地やヨーロッパ各地の前線を回ると同時に、レコードのリリースや戦意高揚のためのプロパガンダ映画を含む映画への出演、ビング・クロスビーなどと戦時公債キャンペーンなどのアメリカ国内でのイベントへの出演を続けた。従って、その歌手としてのキャリアが兵役によって中断されることはなかった。
大戦中の1942年には、弁護士を介してトミー・ドーシーよりMCA（芸能エージェント）に6万ドルで契約が移されたが、この時もシナトラに「一生分のギャラの1部を払うよう」に要求したトミー・ドーシーに対して、「マフィア的」なやり方をおこなったお蔭だと噂が流され、さも真実であるかのように喧伝された。しかし芸能組合が仲介に入り、前述の移籍料と1か月間の休養を取ることで決着した。

### アイドル的人気
その後、ベニー・グッドマンとニューヨークのパラマウント・シアターで公演を行い、女性ファンから大人気を得た。アメリカ全土から男性の若者が戦場に赴いたこの時代、広報担当のジョージ・エヴァンスのおかげもあり、若々しい歌声のシナトラは10代の「ボビーソクサー（女学生たち）のアイドル」と呼ばれた。ニューヨークのパラマウント・シアターでの公演では、観客の女性に興奮のあまり気絶し失禁する者すら出たという。
しかしかえって徴兵期の若い男性からの人気は低く、ニューヨークの劇場の看板のシナトラの顔写真に、これから戦場へ向かう兵士に卵をぶつけられるのが流行った程であった。また1944年には、生まれた息子（フランクリン）の名付け親である、民主党のフランクリン・D・ルーズベルト大統領の選挙キャンペーンに協力した。

### トラブルとスランプ

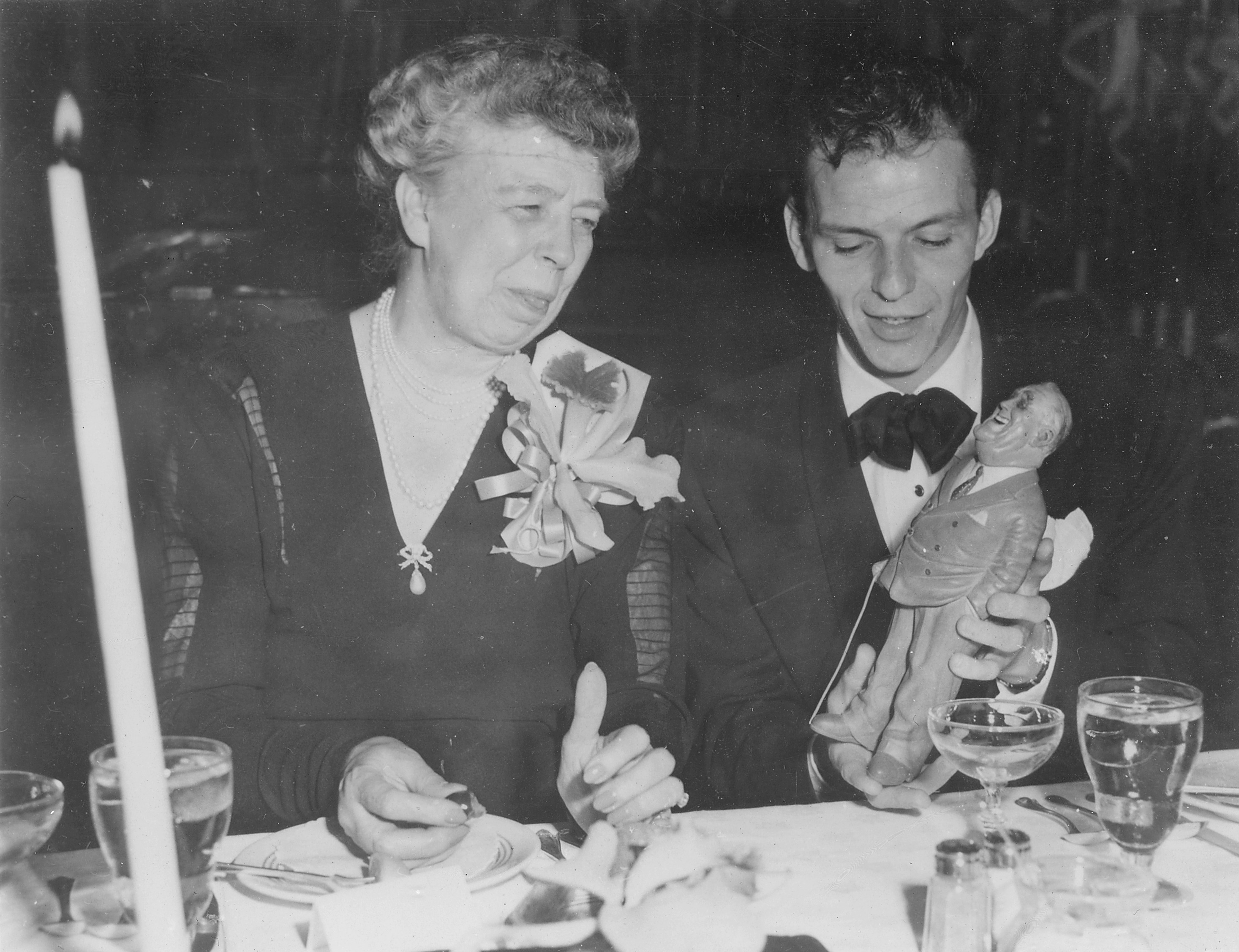
シナトラとエレノア・ルーズベルト元大統領夫人（1947年）

しかし戦時下における熱狂的な人気の反動と、「ボビーソクサー」も年を重ねたこともあり、第二次世界大戦が1945年に終戦した後の1940年代後半から一時人気が低迷した。さらにシナトラと、当時人気が出てきたコロムビア・レコードのミッチ・ミラーとの音楽的対立も拍車をかけた。
さらに1947年には、シナトラの事を書き立てる芸能ジャーナリストのリー・モーティマーと、ロサンゼルスのナイトクラブ「シロス」で鉢合わせになり殴り倒した。逮捕はされはなかったものの、罰金9,000ドルを支払うよう治安判事裁判所から命令された。しかもこの際にモーティマーに対して脅しまがいの電話をかけたとして告発されるなど、この手のトラブルが増え、シナトラのイメージを損なった。さらに1950年には、歌手にとっては一番大切な喉の疾患で一時声が出なくなりスランプに陥った。
またこの頃、シナトラは2人の子持ちで、ナンシーと離婚をせずに人気女優のエヴァ・ガードナーと恋愛関係にあった（さらにエヴァも人気俳優のミッキー・ルーニーと結婚していた）。この不倫は大きなスキャンダルとなり、所属している映画会社のMGM、レコード会社のコロムビア・レコードのいずれからも見放されてしまうという最悪の事態に陥ってしまう。
さらに、MCAからも干されてしまい、苦境に陥ったシナトラはAFTRAに駆け込み交渉し、結果としてMCA側が折れて和解し、晴れてシナトラは芸能界に復帰することができた。

### 組合活動と赤狩り

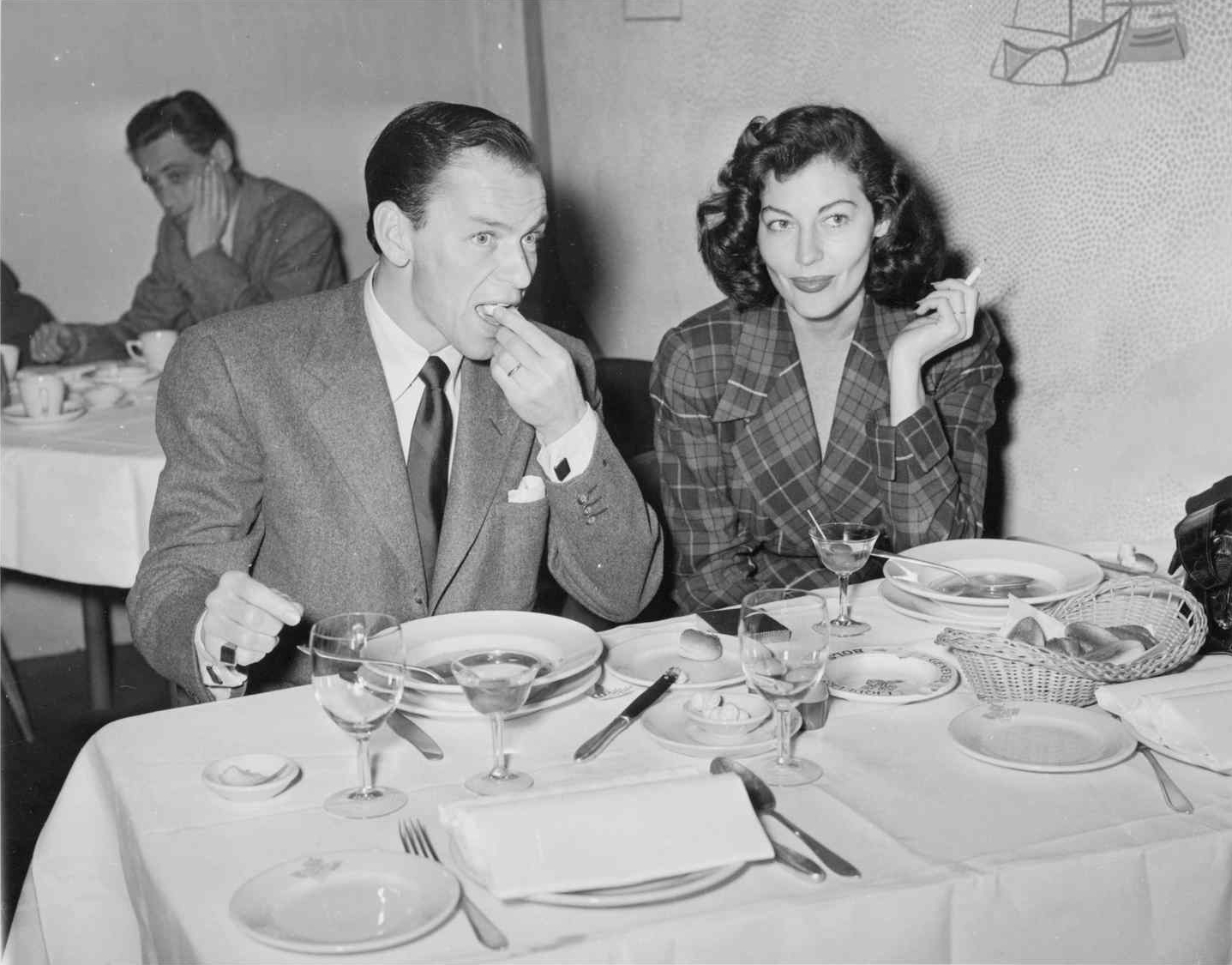
エヴァ・ガードナーとシナトラ（1951年）

さらに1940年代後半にハリウッドをも覆った「赤狩り」にシナトラも巻き込まれた。アメリカでは映画会社の不当な拘束に対して、俳優たちがSAGという俳優労組を結成しており、シナトラはこれに所属していた。またジョージ・エヴァンスの影響で民主党支持者であった。
さらにシナトラはアメリカでは新興移民かつ少数民族であるイタリア系であり、さらに当時当たり前とされた黒人に対する人種差別に批判的なスタンスで、「アメリカ民主青年同盟」や「進歩的アメリカ市民連盟」といった「進歩的左翼組織」と縁が深かったことで、1946年1月に下院非米活動委員会でシナトラが「共産主義者の看板として行動している」として非難されたほか、「容共的」であるという疑惑をマスコミに持たれ、1950年になるとついにはワシントンD.Cのアメリカ合衆国国防総省に呼ばれた。
しかし、共和党のジョセフ・マッカーシー上院議員率いる非米活動委員会への召喚は免れ、「容共的」であるという疑惑を受けただけで疑いは晴れたが、同時期の朝鮮戦争への慰問部隊には過去の政治活動を理由として選ばれなかった。なお、この時「容共的」との疑惑を持たれたことから、これ以降民主党のジョン・F・ケネディや共和党のリチャード・ニクソンなどの反共的な若手政治家と親密になるが、人種差別に対して批判的なスタンスは変わらなかった。

### 復活

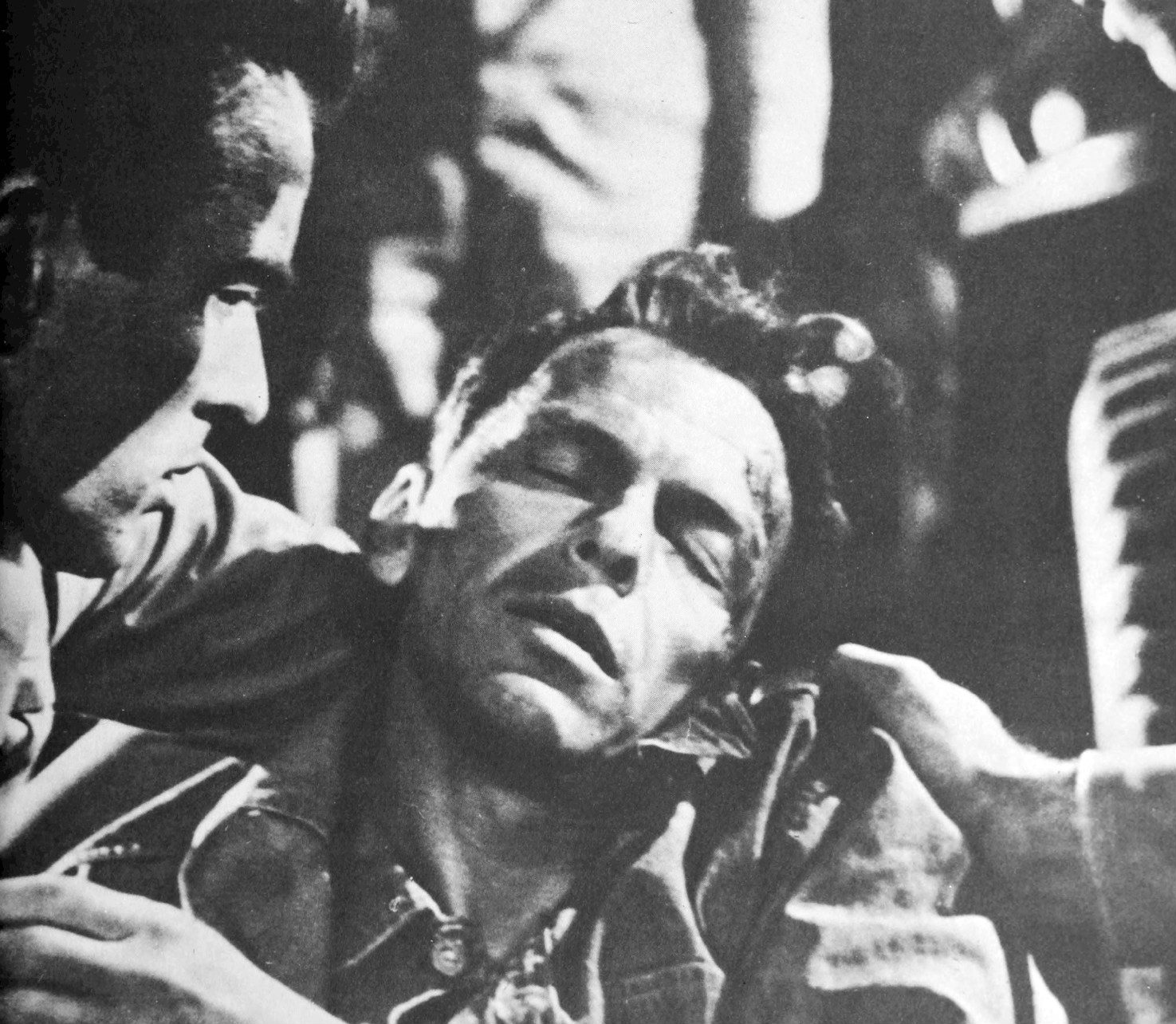
『地上より永遠に』のシナトラ（1953年）

シナトラはそのまま「過去の存在」となるかと思われたが、1953年にはフレッド・ジンネマン監督の第二次世界大戦前夜のアメリカ軍兵士を描いた文芸映画『地上より永遠に』の脇役であるイタリア系アメリカ人兵士「マッジオ」役に、友人のイーライ・ウォラックなどを退けて抜擢、結果的にこれが大きな転機となった。
これまで主役級ばかりを次々と演じてきたシナトラにとって、脇役の演技は格落ちであり、しかも出演料も安かったにも関わらず、この役にほれ込み相当の運動をおこなった。イタリア系アメリカ人兵士で明るく陽気で、周囲から仲間はずれにされて虐げられる主人公にいつまでも味方をしたことが仇となり、軍隊内の虐待で惨めに死んで行く兵士を演じ、アカデミー賞助演男優賞を獲得、俳優として奇跡的なカムバックを成し遂げる。
この『地上より永遠に』の採用劇のエピソードも（様々な脚色も含めて）、イタリアン・マフィアを描いた映画「ゴッドファーザー」で取り上げられている。
なお、スランプの際の1951年11月にナンシーと離婚が成立し、エヴァ・ガードナーと結婚したが、人気復活とともに再発した浮気癖が原因で1957年に離婚している。

### キャピトル期

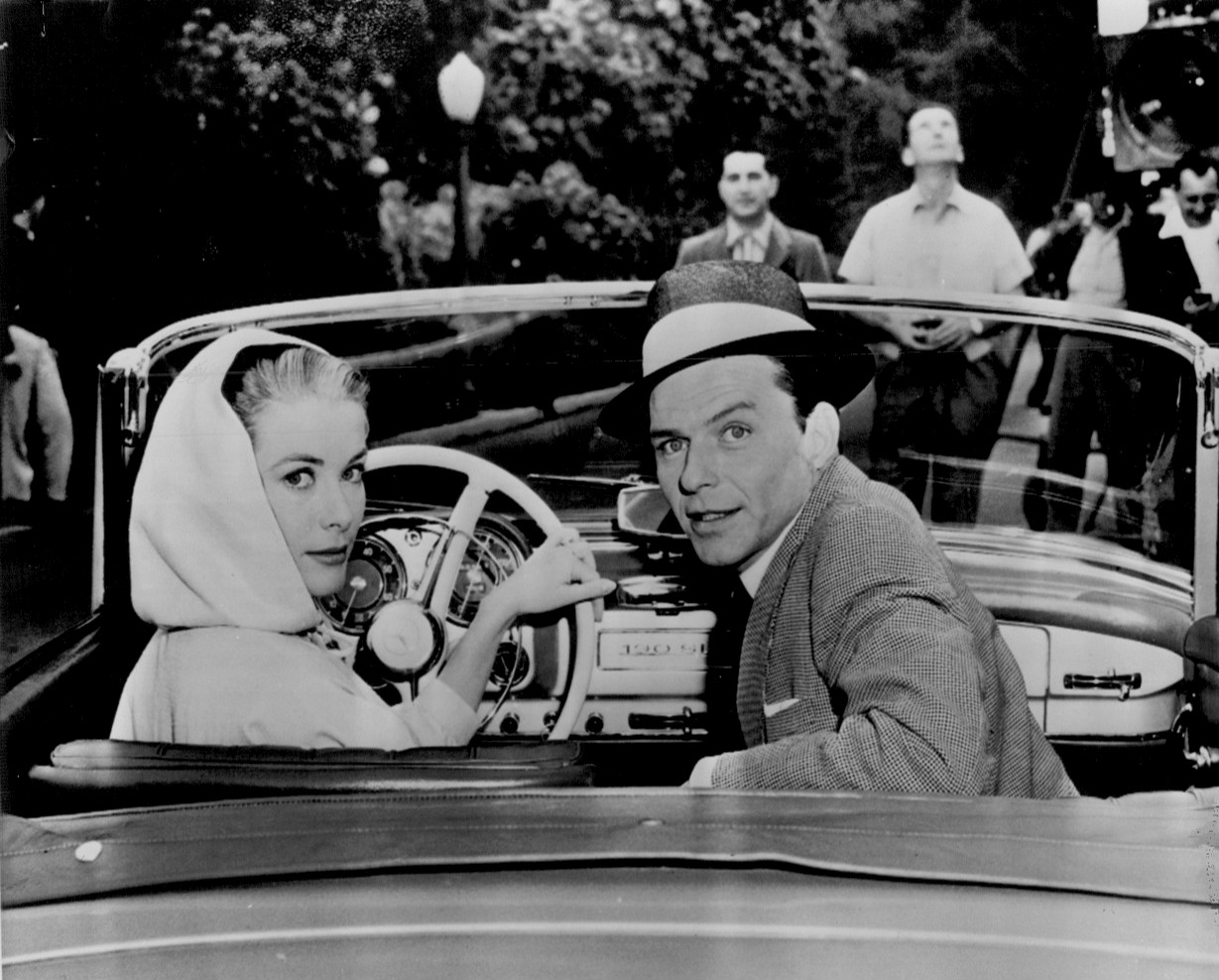
グレース・ケリーとシナトラ（1956年）

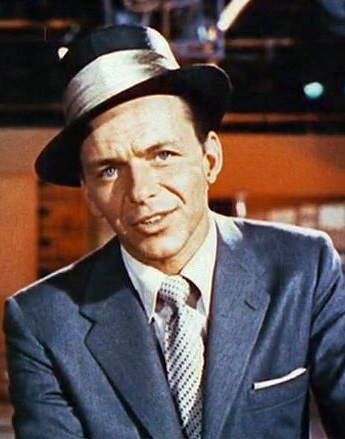
映画『夜の豹』（1957年より）

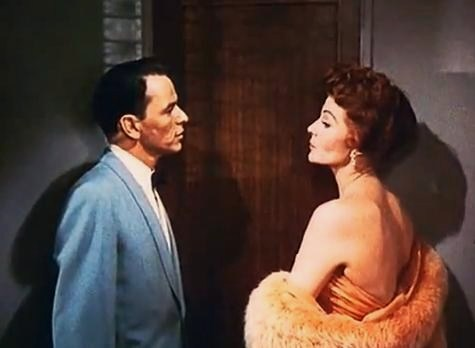
リタ・ヘイワースとシナトラ（1957年）

相前後して1940年代から契約していたコロムビア・レコードに代わり、当時は新興レーベルだったポピュラー音楽界のレーベルであるキャピトル・レコードと1952年に専属契約した。
コロムビア・レコード時代の盟友アクセル・ストーダールとのコンビを解消、新たにネルソン・リドルやビリー・メイ、ゴードン・ジェンキンズなどの優れた編曲家が指揮するオーケストラをバックに、円熟した歌唱力でスタンダード曲や、座付き作者とも言うべき作曲家ジミー・ヴァン・ヒューゼンと作詞家サミー・カーンらによる新曲を多数録音した。
こうして1950年代後半のカムバック期にキャピトルから多数送り出されたアルバムは、ジャズ的センスに富んだ質の高いものばかりで、シナトラの最盛期をこの時代とする批評家は多い。またシナトラ＋リドルの、シンガーとアレンジャーのコンビネーションは、アメリカのポピュラー音楽史上最高と言われている。
また、1940年後半以降のアメリカで爆発的に普及が進んだテレビジョンにも進出し、1950年から1952年にかけてCBSで「フランク・シナトラ・ショー」と名付けられた音楽ショー番組が放映された。
なおこの頃、ビル・ヘイリーやエルヴィス・プレスリーなどの出現によりロックンロールの人気が高まった。だが、シナトラは10代を中心に人気を獲得したロックンロールに見向きもせず、音楽性はそのままでエンターテイナーとして、大人になったかつてのファン層を手放さないことで人気を維持し続けた。しかし1950年代末になると、当時も人気を誇っていたエルヴィス・プレスリーとテレビで共演し、何曲か共演で披露するなど余裕を見せた。

### "シナトラ一家"

ディーン・マーティン、サミー・デイヴィスJr.、ピーター・ローフォード、ジョーイ・ビショップとともに（左端がシナトラ）

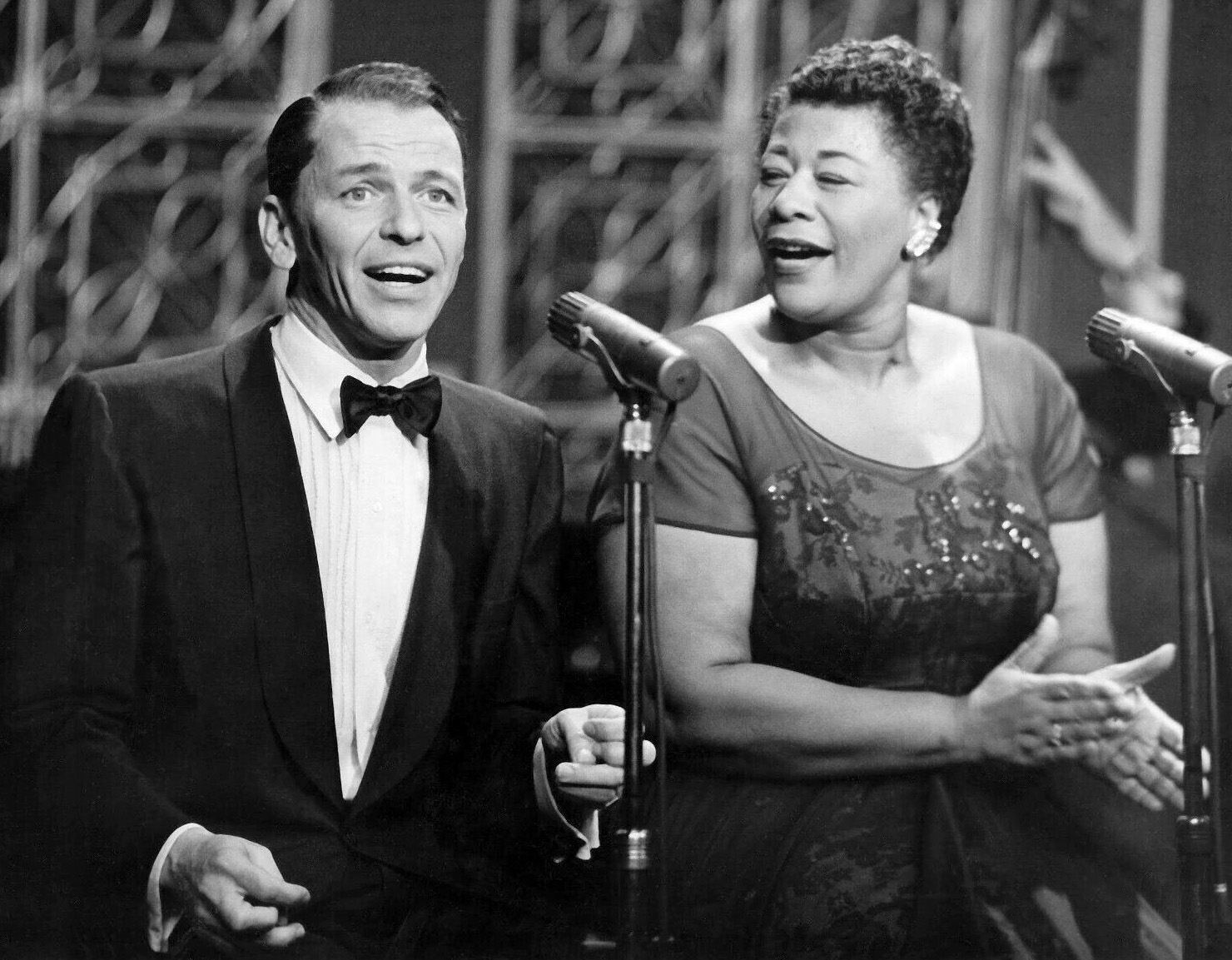
エラ・フィッツジェラルドとシナトラ（1958年）

最盛期であった1950年代後半に、サミー・デイヴィスJr.やディーン・マーティン、ピーター・ローフォード、ジョーイ・ビショップらとともに「ラット・パック（Rat Pack、シナトラ一家）」を組み、ネバダ州・ラスベガスに自らが所有するカジノホテル、「サンズ（Sands）」を中心にツアーを行った。
ちなみに、ラスベガスで遊び惚けるシナトラ達を「ラット・パック」と名付けたのは、人気女優のローレン・バコールであった。
また、シナトラ一家が総出演した『オーシャンと十一人の仲間』（1960年公開。後にジョージ・クルーニー、ブラッド・ピット、アンディ・ガルシアなどの出演でリバイバルされた『オーシャンズ11（Ocean's Eleven）』のオリジナル）などの映画に出演し高い人気を博した。

### 反人種差別と公民権運動
アメリカ国内では公民権運動が徐々に高まりつつあったが、まだまだ人種差別が激しく、多くのホテルがアフリカ系アメリカ人を客として受け入れることを拒んでいた1950年代後半のアメリカで、シナトラがアフリカ系の血を引いていたサミー・デイヴィスJr.を一家に入れて、「サンズ」のショーに出演させることに反対するものが多かった。
しかし、シナトラはデイヴィスJr.の音楽センスを高く評価していた上に、自らが新興移民のイタリア系移民であることから幼少期から自ら人種差別を受けることも多く、人種差別を嫌悪していたため、周囲の反対を押し切ってデイヴィスJr.をシナトラ一家に迎え入れた。またルイ・アームストロングとの共作をはじめ、黒人の音楽センスを高く評価していた。
さらに、当時公民権運動を進めるマーティン・ルーサー・キング・ジュニア牧師を積極的に支援しただけではなく、ラスベガスでも当時人種差別が盛んで、黒人は食べるところからトイレ、さらには住める場所まで制限されていたが、シナトラはそのような差別を行うホテルやクラブを敬遠し、また黒人のアーティストにボディーガードをつけるなど様々な対策を行い、次第にシナトラを中心としたミュージシャンを中心にそのような差別は少なくなっていった。
しかしその反面、シナトラと仲の良かったアフリカ系アメリカ人ミュージシャンのクインシー・ジョーンズは自伝の中で、シナトラが「日常的に人種差別発言を行っていた」ことを暴露し、シナトラはサミー・デイヴィスに酔って暴力をふるっていたことも明らかになっている（これは他の白人メンバーに対しても同様であった）。

### ケネディとの友情と選挙協力

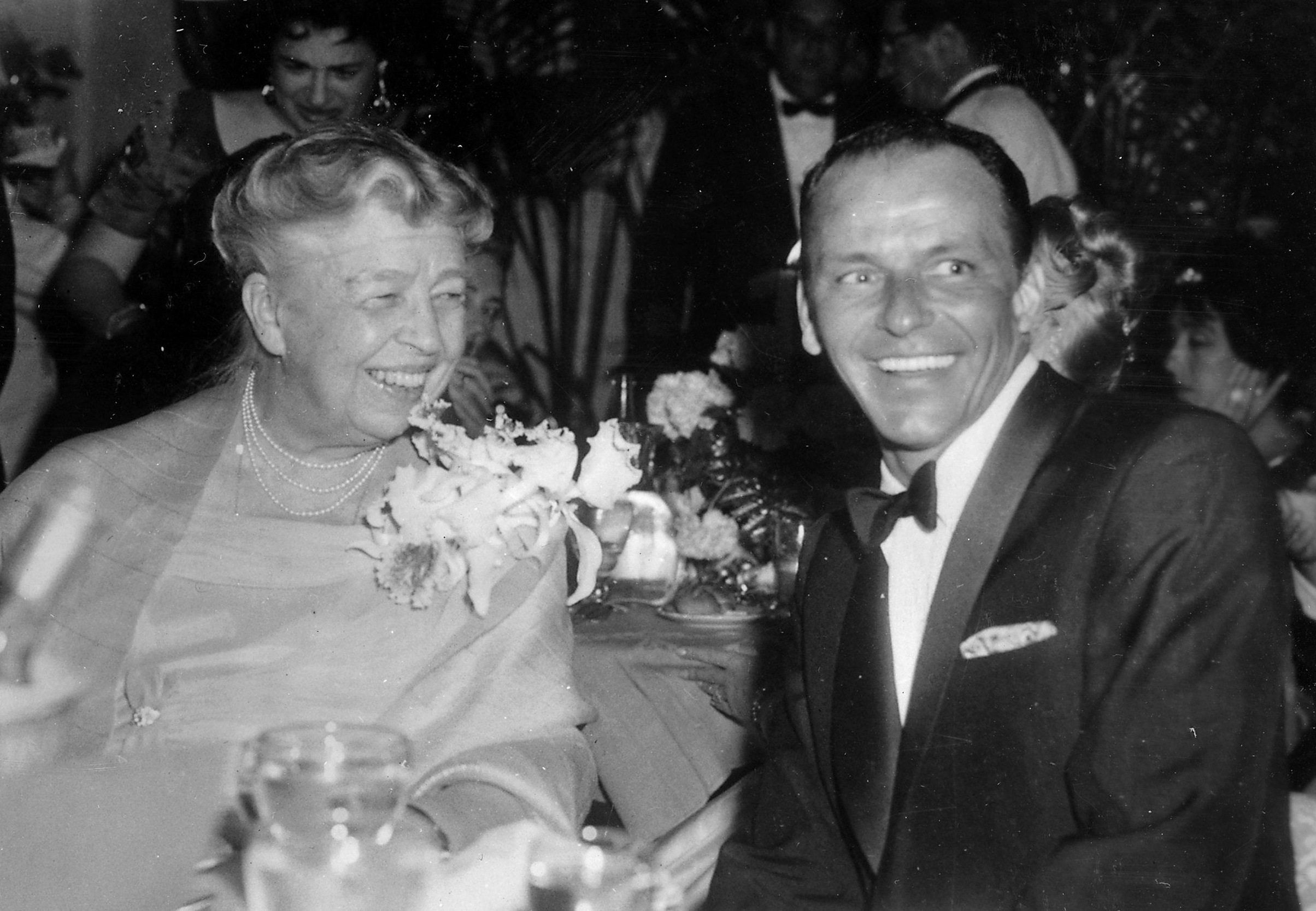
フロリダ州で行われた民主党の資金調達パーティーに出席したシナトラとエレノア・ルーズベルト元大統領夫人（1960年）

「シナトラ一家」のメンバーのローフォードが、1956年に民主党の上院議員のジョン・F・ケネディの妹パトリシアと結婚して以降、「ケネディの広報マシン」と呼ばれるようになったローフォードを通じて、ジョンやジョンの弟のロバートやエドワードなどのケネディ兄弟と家族ぐるみの親しい関係を結んだ。
特定の党派の候補との親密な関係を懸念する者もいたが、その後シナトラはケネディ家を通じて民主党への支援を活発に行い、1960年の大統領選挙にジョンが出馬した際には、ローフォードやサミー・デイヴィスJr.などとともに、カリフォルニア州やネバダ州で行われた民主党の選挙資金調達パーティーに無償で出演するなど、ジョンの予備選勝利に向けて協力を行った。
さらに、1960年7月10日の民主党大会の初日前夜に、ビバリーヒルズのビバリー・ヒルトン・ホテルで開かれた民主党の資金調達パーティーでは、シナトラやローフォード、デイヴィスのほかにも、シナトラが親しかったジュディ・ガーランドやトニー・カーチスが出席し、シナトラはアメリカ国歌を歌ったばかりか、会場の各テーブルをまわり代議員へのジョンへの支援への説得を行った。これに対しケネディは、シナトラを「最高の友人」と最大級に誉めそやした。
またジョンは、予備選挙中にシナトラから紹介されたシナトラの元恋人のジュディス・キャンベルを経由して、シナトラとも関係の深かったマフィアの大ボスのサム・ジアンカーナを紹介してもらい（キャンベルとジアンカーナも性的関係にあった）、ウェストバージニア州における選挙への協力を直接要請した他、FBIの盗聴により、シナトラが同州のマフィアからケネディのために寄付金を募り、ケネディの選対関係者に提供したことが明らかになっている。
なおケネディ兄弟は、シナトラから紹介されたジュディス・キャンベルと不倫関係を持っただけでなく、ジョンは同じくシナトラに紹介された女優のマリリン・モンローとも不倫関係にあったと言われる。
1961年1月20日のケネディ大統領就任式の際、ワシントンD.Cで行われた就任パーティー全てを仕切らせたのはシナトラであった。なおこの際にケネディの妻のジャクリーン・ケネディを会場に連れてきたのは、シナトラ本人であった。しかし、黒人と白人の異人種間で結婚することを人種差別的観点から唾棄したケネディは、シナトラの友人であったサミー・デイヴィスJr.夫妻（黒人と白人の異人種間で結婚したばかりであった）の出席を強く拒否し、シナトラは渋々これ承諾せざるを得なかった。

### ジョン・F・ケネディとの友情の決裂

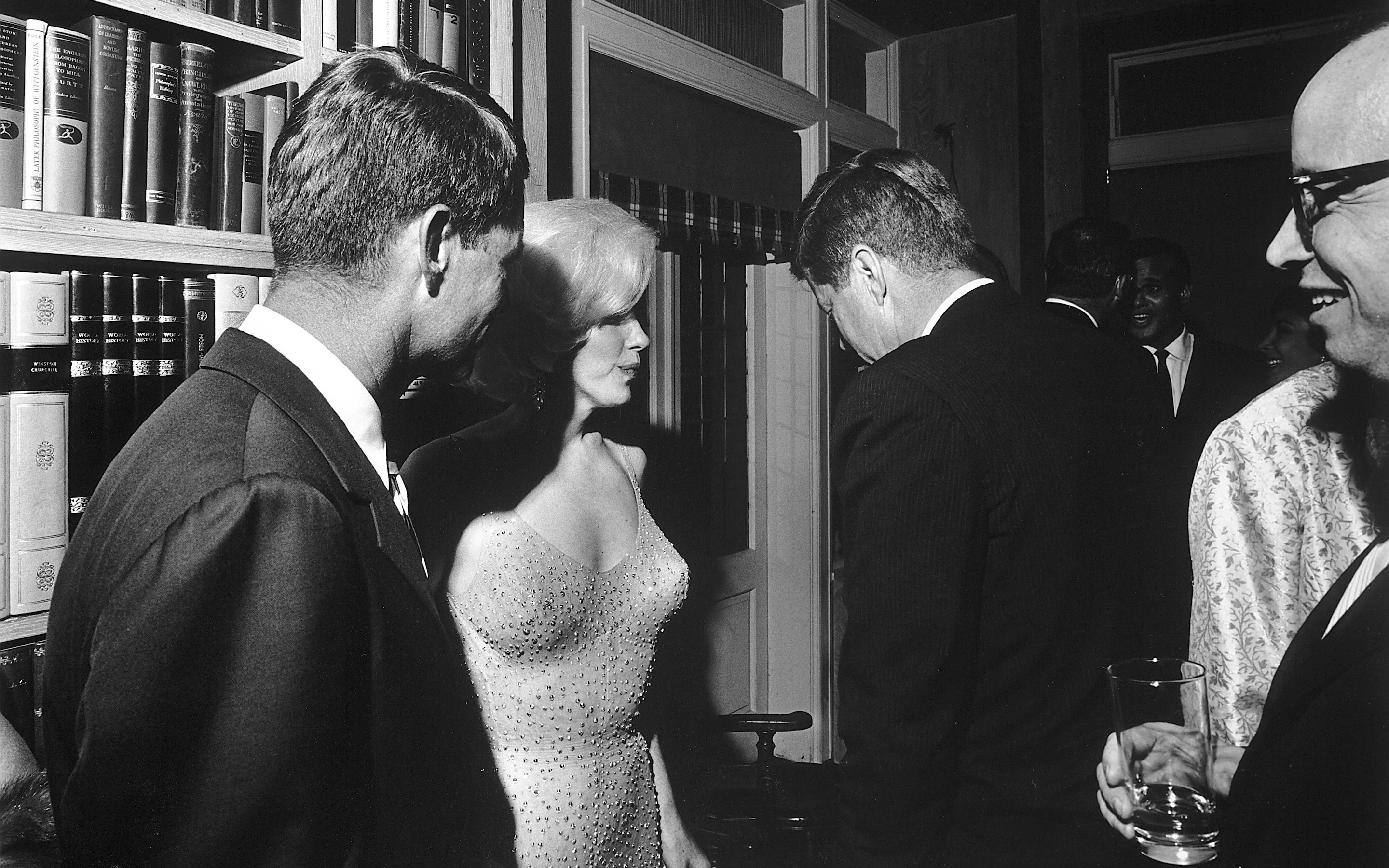
ケネディ大統領の誕生日祝賀会の後にケネディ兄弟と話すモンロー（1962年5月19日）。この頃にはシナトラとケネディの関係は急速に疎遠になりつつあった

しかし下記のように1950年代後半以降、ケネディ兄弟、特にジョンがマフィアと関係の深いシナトラと深い関係を築き、ジョンがシナトラの元恋人のキャンベルやモンローと不倫関係を持ったこと、さらに上記のようにジョンが大統領選挙の本選において、ジアンカーナなどシナトラと親しいマフィアからの選挙不正への関与を含む選挙支援を受けたこと、そしてその後の関係の決裂が、後にジョンの名声を大きく傷つけるだけでなく、下記のように暗殺の原因の一つとなっていったといわれる。
ジョンの大統領の任期1年目に入った1962年に入り、早くもシナトラとジアンカーナらのマフィアとの親密な関係がマスコミなどで問題視され、さらにマフィアへの取り締まり方針を強めたFBIとその長官のエドガー・フーヴァーからも、ジョンとシナトラ、そしてキャンベルとジアンカーナの密接な関係について証拠をもとに強い忠告を受けたこともあり、ケネディ政権の司法長官となったロバートが、ジョンとシナトラの関係を終結させるように画策した。
ジョンは、これを受けてパームスプリングスの「リトル・ホワイトハウス」と呼ばれた、ケネディを呼ぶことを前提に作られたシナトラ邸への訪問を直前になって断るなど、ロバートとフーヴァーの言いつけを聞き、あからさまに恩人であるシナトラと距離を置いたために、シナトラは激怒し落胆した。さらに連邦議会の公聴会で追及を受けたジアンカーナも、シナトラに対し「約束違反だ」と激怒した。
これ以降、ケネディ兄弟との関係が疎遠になっただけでなく、この頃はジョンの側近となっていただけでなく、ケネディ一族との関係を作ったローフォードを「シナトラ一家」から事実上追放することとなった。さらにシナトラは、ジョンとロバートとは大統領選挙での政敵（しかしかつてはケネディと仲が良かった）で、しかも共和党員であったリチャード・ニクソンとあからさまかつ密接な関係を結ぶまでになった。
また、ジョンの大統領当選に多大な貢献をしたはずのシナトラは、1963年11月にジョンが暗殺された際には「大きなショックを受けた」（娘のナンシー談）が、いずれにしてもロバートが仕切ったジョンの葬儀には呼ばれなかった。

### リプリーズ期

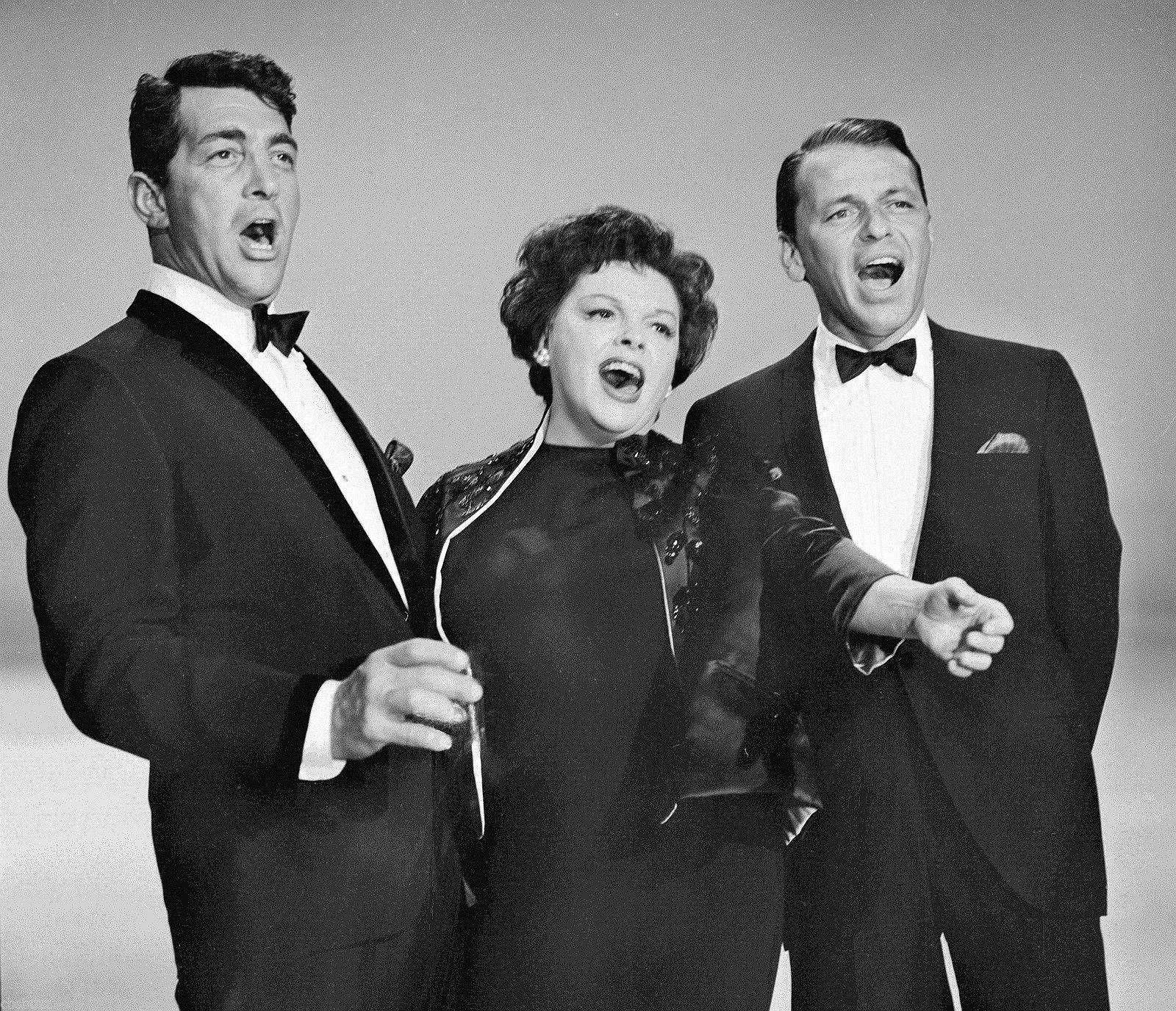
ディーン・マーティンとジュディ・ガーランドとともに歌うシナトラ（1962年）

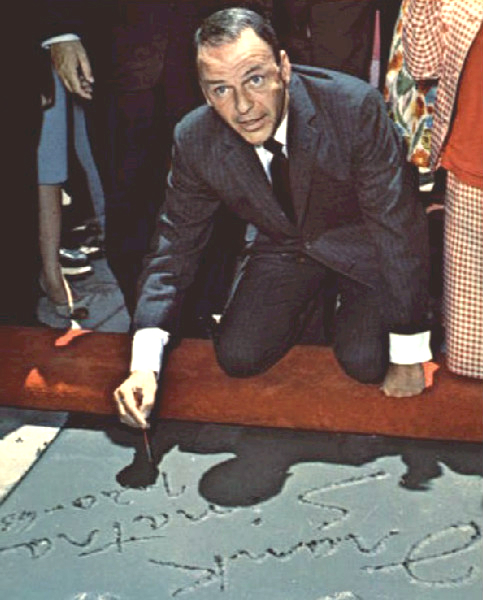
チャイニーズ・シアター前に手形を残すシナトラ（1965年）

1960年代に入ってからは、個人レーベルとして「リプリーズ・レコード」を設立、後半は全盛期のキャピトル時代に比してやや水準は劣るものの、良質なアルバムを多数送り出している。また「リプリーズ・レコード」には、サミー・デイヴィスJr.やディーン・マーティン、ビング・クロスビーなどの友人も参加している。
1962年にはワールド・ツアーで初来日し東京でコンサートを行っており、これ以降数度に渡り来日公演を行っている。なお1963年12月には、歌手となった19歳の長男のフランクJr.が誘拐され、240,000ドルを要求されたものの2日後に解放されるという事件が起き、各国のマスコミをにぎわせた。
また、この頃全盛期のテレビジョンの音楽ショーへの出演の他に、映画俳優としての活動も活発に行っていたが、かつての人気アイドル的な役回り、評価ではなく、この頃は「演技派俳優」として『影なき狙撃者』などが評価を受けたほか、1965年には初の監督作品として『勇者のみ』の監督および出演を行っている。
1966年7月に、シングル「夜のストレンジャー」を発表。初のグラミー賞を獲得しシナトラの人気が健在であることを世界中に示した。1967年3月には娘のナンシー・シナトラとデュエットで「恋のひとこと」を発表。ビルボードのHot 100チャートおよび全英シングルチャートで1位を記録した。さらに同年にはブラジルのボサ・ノヴァ歌手のアントニオ・カルロス・ジョビンとのコラボレーションアルバム「フランシス・アルバート・シナトラ&アントニオ・カルロス・ジョビン」を発表するなど精力的に活動した。なお、同アルバムはグラミー賞最優秀アルバム賞にノミネートされた。
1969年にはフランスの歌手クロード・フランソワの楽曲「Comme d' habitude（コム・ダビテュード / いつものように）」にポール・アンカが英語詞を付けたナンバー「マイ・ウェイ」をヒットさせ、124週に渡りシングルチャートに、51週に渡りアルバムチャートにとどまる大ヒットとなった（これは通俗的に流行したことで日本でもよく知られており、シナトラ＝「マイ・ウェイ」のイメージが強い）。以降この曲は「ニューヨーク・ニューヨーク」「夜のストレンジャー」に並ぶシナトラの代表曲となった。

### 副業とチャリティー
またこの頃、リアジェット機などの航空機チャーターやチタンの製造などの事業への投資を開始したほか、イスラエルやイタリア、フランスやブラジルなどの各国の子供向けのチャリティーへの協力を行うなど、自らの資金力と社会的影響力を元に、エンターテインメント以外の分野における活動を活発化させた。
なお全米黒人地位向上協会（NAACP）の活動資金集めのパーティーで、マーティン・ルーサー・キング・ジュニア牧師の前で「オール・マン・リバー」を歌ったときは、牧師を落涙させている。
これをシナトラ本人は「そろそろ（社会に）お返しの時が来た」と発言しているが、実はラスベガスでの賭博営業許可証を取得するなどのため、自らの好感度や影響力を上げるためにも大いに事業や寄付を利用した。

### ミア・ファローとの2年

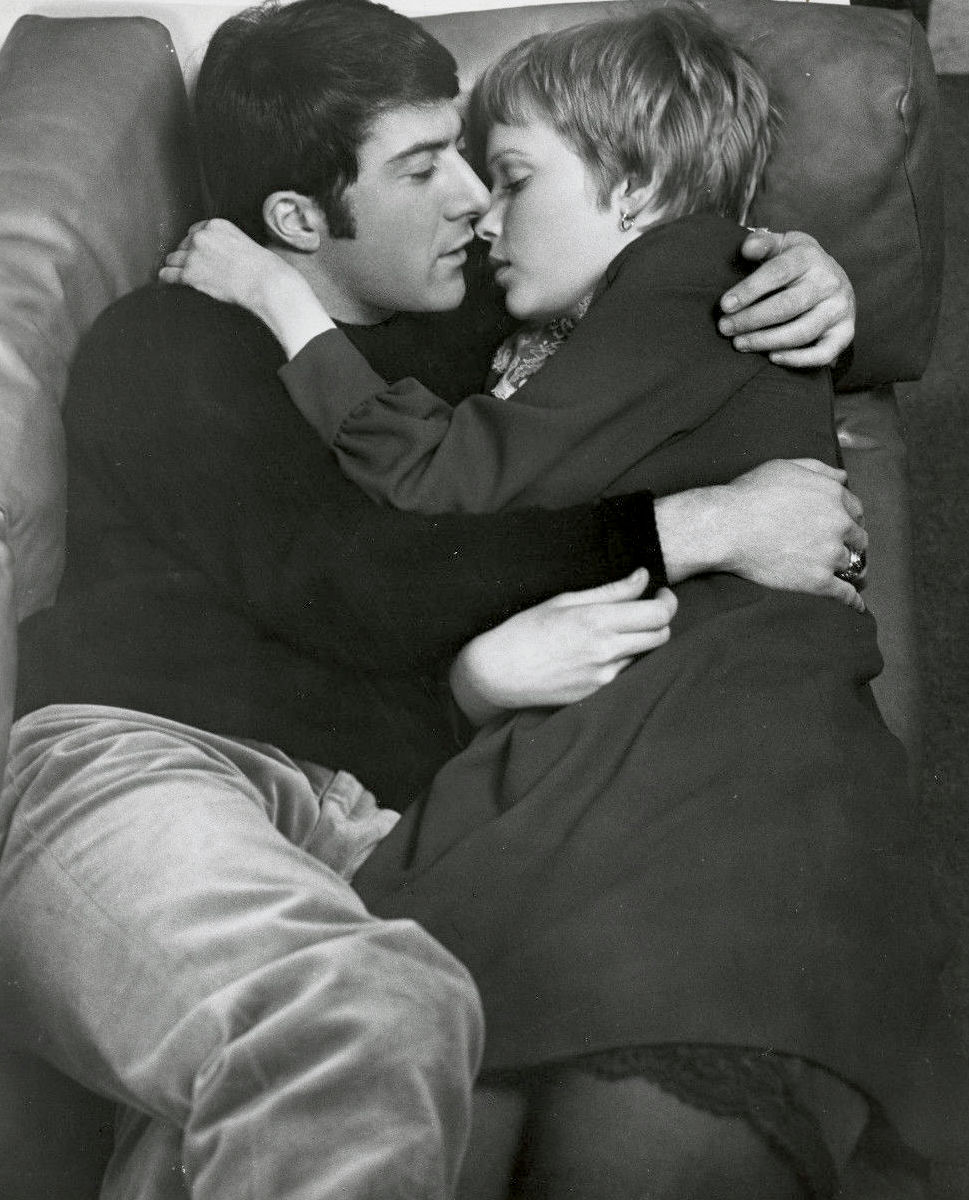
ミア・ファロー（左はダスティン・ホフマン/1968年）

1965年から、シナトラと19歳の新人女優、かつ映画監督のジョン・ファローと女優のモーリン・オサリヴァンの子として生まれたミア・ファローとの恋愛が話題を呼び、1966年にファローとの結婚を表明した。エヴァ・ガードナーと離婚して以来「独身生活」を謳歌していたシナトラに、30歳近く年下の女優との結婚は話題を呼んだ。
結婚当初は、パーム・スプリングスやロンドンへ自家用ジェット機で一緒に行くような仲であるなど、新婚生活は上手くいっているように見えたが、「ダイヤモンドのネックレスにジャック・ダニエル」が好みのシナトラに対し、「木彫りの首飾りにマリファナ」と言った当時流行り（子供向け）のヒッピー風が好み、さらにインドのマハリシ・マヘーシュ・ヨーギーを「尊師」とあがめるファローが長く保つはずがなかった。
さらにファローがロマン・ポランスキー監督の「ローズマリーの赤ちゃん」の撮影中に、シナトラとファローと夫婦で出演予定の「刑事」の撮影が迫っているとシナトラが電話したところ、ポランスキーが拒否したことでシナトラは激怒した。さらにファローが、シナトラと今や宿敵となったロバート・ケネディ上院議員たちとディスコで遊んでいたことが暴露されると、シナトラの怒りは頂点に達した。
怒ったシナトラは弁護士をメキシコにいたファローの元に送り、何もわからず唖然とするファローに無理やり離婚届にサインをさせ、この短い結婚はわずか2年弱で幕を閉じることになった。

### 突然の「引退」

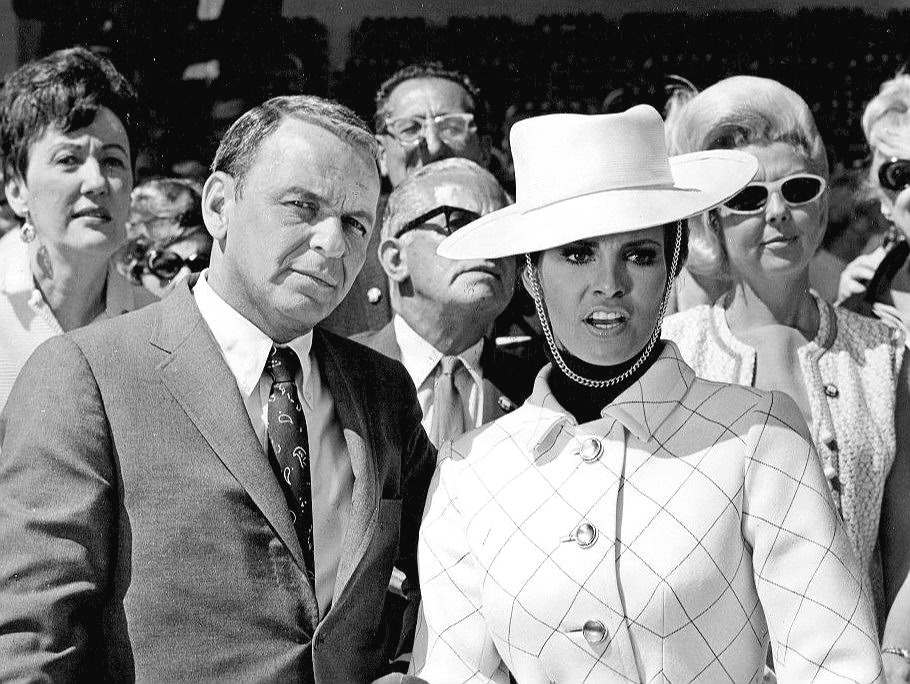
シナトラとラクエル・ウェルチ（1968年）

華々しい活躍を見せていたものの、若いミア・ファローと2年も持たなかった末の離婚と、1969年の父親アンソニーの死、新アルバム「ウオータータウン」の散々だった売れ行き、そして1960年代後から1970年代のアメリカを占めていた「ベトナム反戦」や「マリファナ」、「ヒッピー」が代表するような軽く安っぽく、そして貧乏くさい「若者文化」に馴染めず（これらはミア・ファローが好きなものであった）、1971年3月には一時引退を表明した。
6月にロサンゼルスのミュージック・センターで行われた引退公演には、シナトラが支援したスピロ・アグニュー副大統領やカリフォルニア州知事のロナルド・レーガン、ヘンリー・キッシンジャー大統領補佐官やモナコ王妃のグレース・ケリーまで駆け付ける、シナトラに相応しい壮大なものであった。
「引退」後は政治活動に熱心になり、リチャード・ニクソン大統領をはじめとする共和党を熱烈に支援した。しかし同時にギャンブルにマフィアが及ぼす影響について調べていた下院犯罪調査特別委員会から召喚状を受けたが、シナトラは公聴会の結果この容疑を跳ね付けた。

### 復帰と再婚

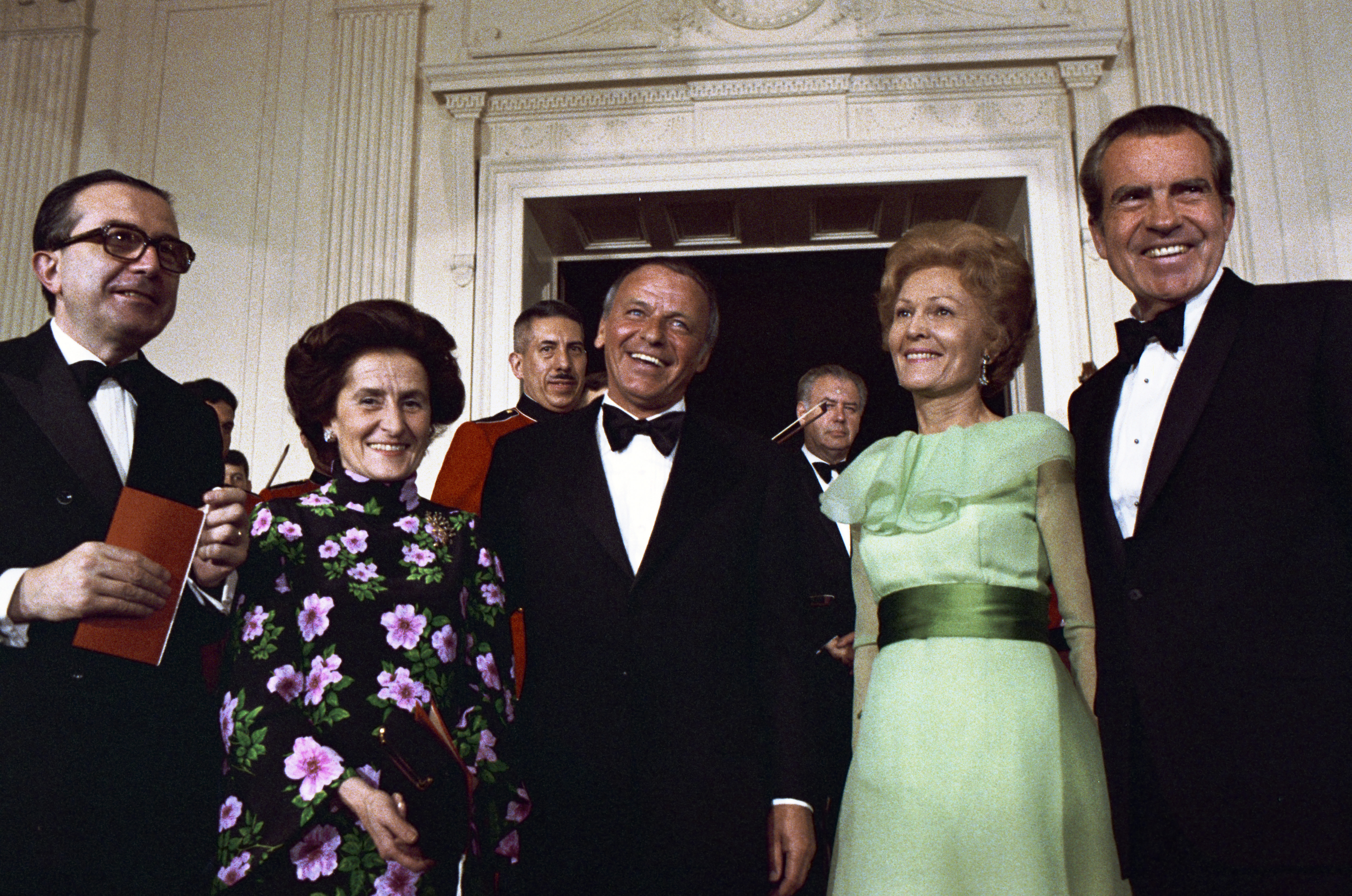
リチャード・ニクソン大統領（右端）とイタリアのジュリオ・アンドレオッティ首相とともに（1973年）

しかしその2年後の1973年にはアルバム「Ol' Blue Eyes Is Back」と共に再び歌手業に復帰し、1974年には娘のナンシーとともに復帰ツアーをアメリカ国内や世界各国で行い、またこれ以降も、ニューヨークの「マディソン・スクエア・ガーデン」やラスベガスの大型高級ホテル「シーザース・パレス」などでの大規模なショーの定期公演を行う。
さらに、ロンドンやテヘラン、シドニー、さらに1979年にはエジプトのアンワル・アッ＝サーダートの妻が行うチャリティープログラムのためにピラミッド前でコンサートを行うなど、海外公演も再び精力的にこなすようになる。またアルバムのリリースやテレビ出演も以前同様に積極的にこなした。
この様に活発に活動をこなす中、1976年に「マルクス兄弟」のゼッポ・マルクスの前妻で、芸能界の顔なじみであったバーバラ・マルクスと結婚し、その後一生添い遂げることになるが、1977年には母親が飛行機事故で亡くなるという不幸に見舞われた。

### 再度の全盛期

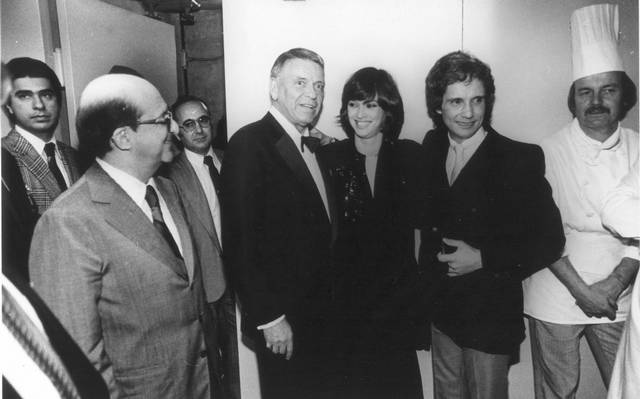
サンパウロのマクソード・プラザで歓迎を受けるシナトラ（1981年）

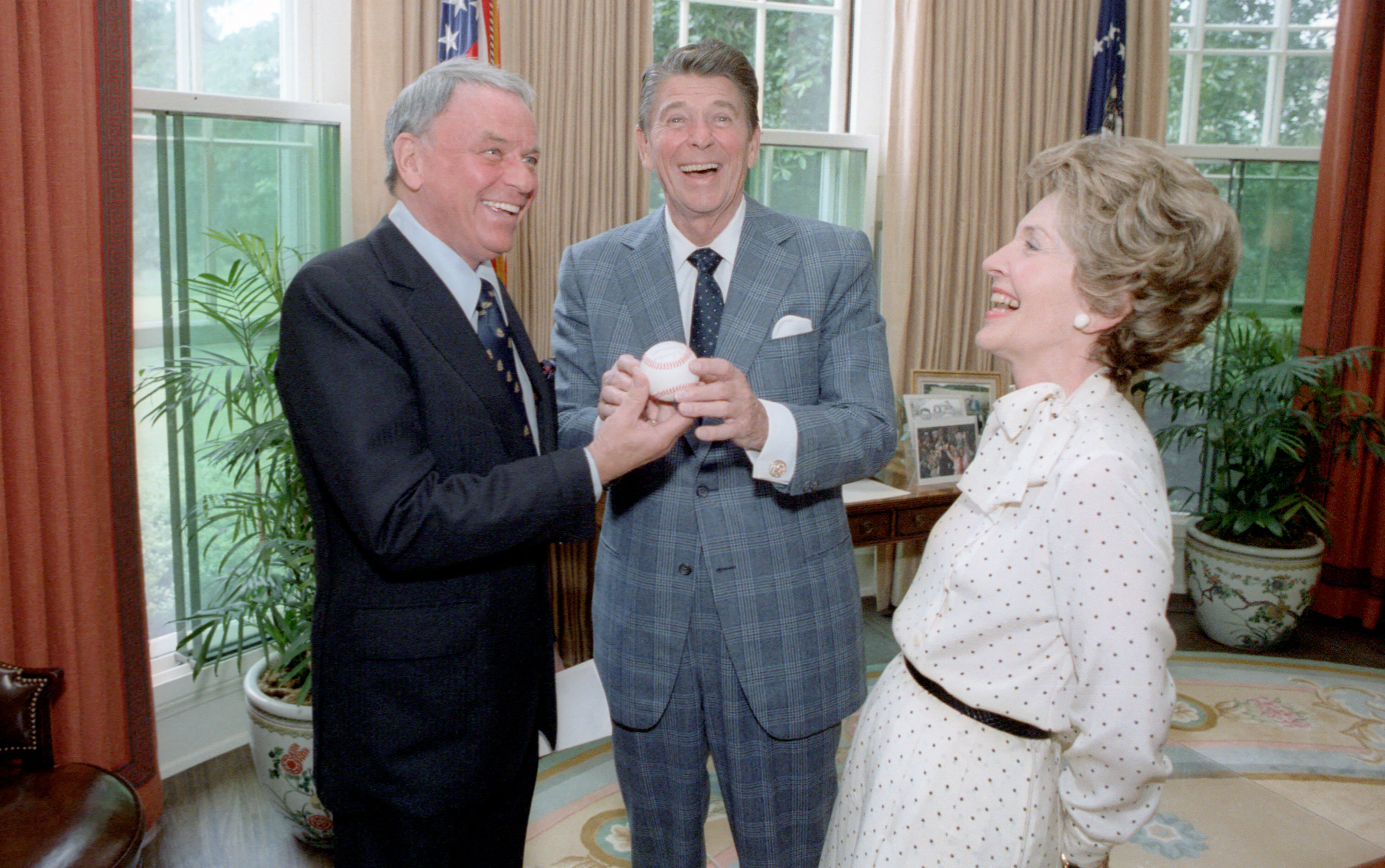
ホワイトハウスでレーガン大統領とナンシー夫人と談笑するシナトラ（1981年）

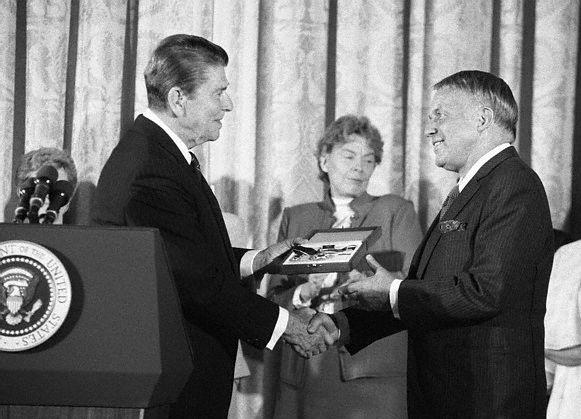
レーガン大統領より大統領自由勲章を授与されるシナトラ（1985年）

1980年代は映画への出演こそ減ったものの、アルバムのリリースや、引き続きニューヨークやラスベガスをはじめとする全米各地でのショーや、日本やイギリス、ブラジルや西ドイツなど諸外国でのコンサート活動を精力的に行った。
1980年には、ネバダ州賭博委員会の賭博営業許可証を取得しようとして、パーム・スプリングスのデザート病院への多額の寄付や、聖フランチェスコ医療センターのチャリティ公演、ドイツの「ナチ・ハンター」で有名なサイモン・ヴィーゼンタールの活動のためチャリティ公演など、様々な慈善行為を行った。また同年大統領に就任したロナルド・レーガンの選挙後援活動への多額の寄付をした。
さらに同年には、ブラジルのリオ・デ・ジャネイロのマラカナン・スタジアムでコンサートを行い、「単一のミュージシャンが行ったコンサートの世界最多動員」記録を打ち立てた。
1982年には、ラスベガスの「ゴールデン・ナゲット」ホテルと3年間で1,600万ドルという高額の専属ショー契約を交わし話題を呼んだ。また、同時期には同じイタリア系アメリカ人のリー・アイアコッカが社長に就任したクライスラーと高額のテレビCM出演契約を交わし、娘のナンシーとともに同社の「ニューヨーカー」などの高級車種のCMに出演したた。
なお、1985年にはその長年の活動が認められて、以前カリフォルニア州知事選挙と大統領選の支援活動を行ったことのあるロナルド・レーガンより、大統領自由勲章を授与されたほか、訪日し「夜のヒットスタジオDELUXE」の生出演とコンサートを行った。また、アメリカを訪問したイタリアのアレッサンドロ・ペルティーニ大統領の前で歌を披露したほか、ルチアーノ・パヴァロッティとジョージ・シェアリングとともに、ニューヨークの「ラジオシティ・ミュージックホール」でコンサートを行った。
1986年には、ニュージャージー州のアトランティックシティーでの公演の最中に大腸憩室症により倒れそのまま入院するが、その後回復し、1988年にはディーン・マーティンとサミー・デイヴィス・ジュニアとともに「シナトラ一家」の再結成ツアーをアメリカ国内で行う。しかし、ディーン・マーティンが数度に渡り公演に遅刻したために、途中からはディーン・マーティン抜きでの公演となってしまい、2人が同じ舞台に上がるのはこれが最後となってしまう。
なお、マーティンはツアーの前年に、三男のディノ・ポール・マーティンを飛行機墜落事故で亡くし鬱病になったため、シナトラが朋友を元気づける為の催したツアーであった。

### 変わらぬ人気

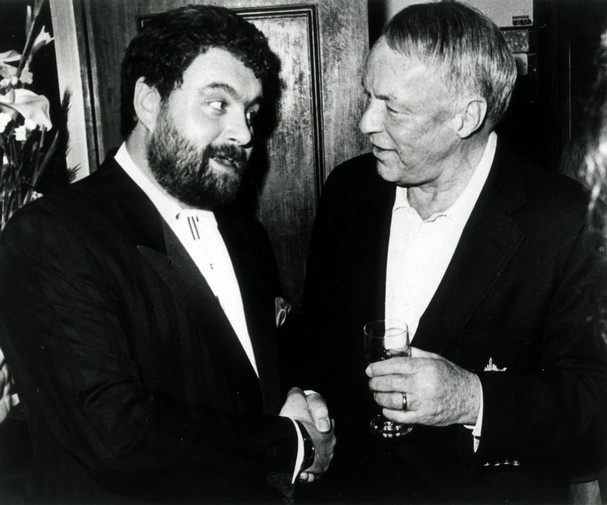
ブレンダン・グレースと談笑するシナトラ（1991年）

1990年に日本やイギリス、ブラジルなどを巡る最後の世界ツアーを行い、この際に最後の単独来日公演を神奈川県横浜市の「横浜アリーナ」で行う（1991年3月）、なお1994年にはナタリー・コールとのジョイント公演を福岡だけで行った。これが生涯で最後の来日となった。
1993年には、ロックンロール界の大御所であるU2のボノや、スペイン人スター歌手のフリオ・イグレシアス、またR&B界の大御所であるスティーヴィー・ワンダーやルーサー・ヴァンドロスといった各国のスーパースターとの競演アルバム『Duets』2連作をリリースし、ビルボードで1位を獲得するなど世界中で高い売り上げと評価を受けると共に、1930年代から1990年代に渡る最後の新作かつ世界的ヒットとなった。
しかしこの年に心臓発作で入院し、その後回復に万全を期すために活動を縮小していった。しかし、上記のように1994年にも来日公演を行うなど、度々各国のファンやマスコミの前に姿を見せ人気を博した。

### 死去

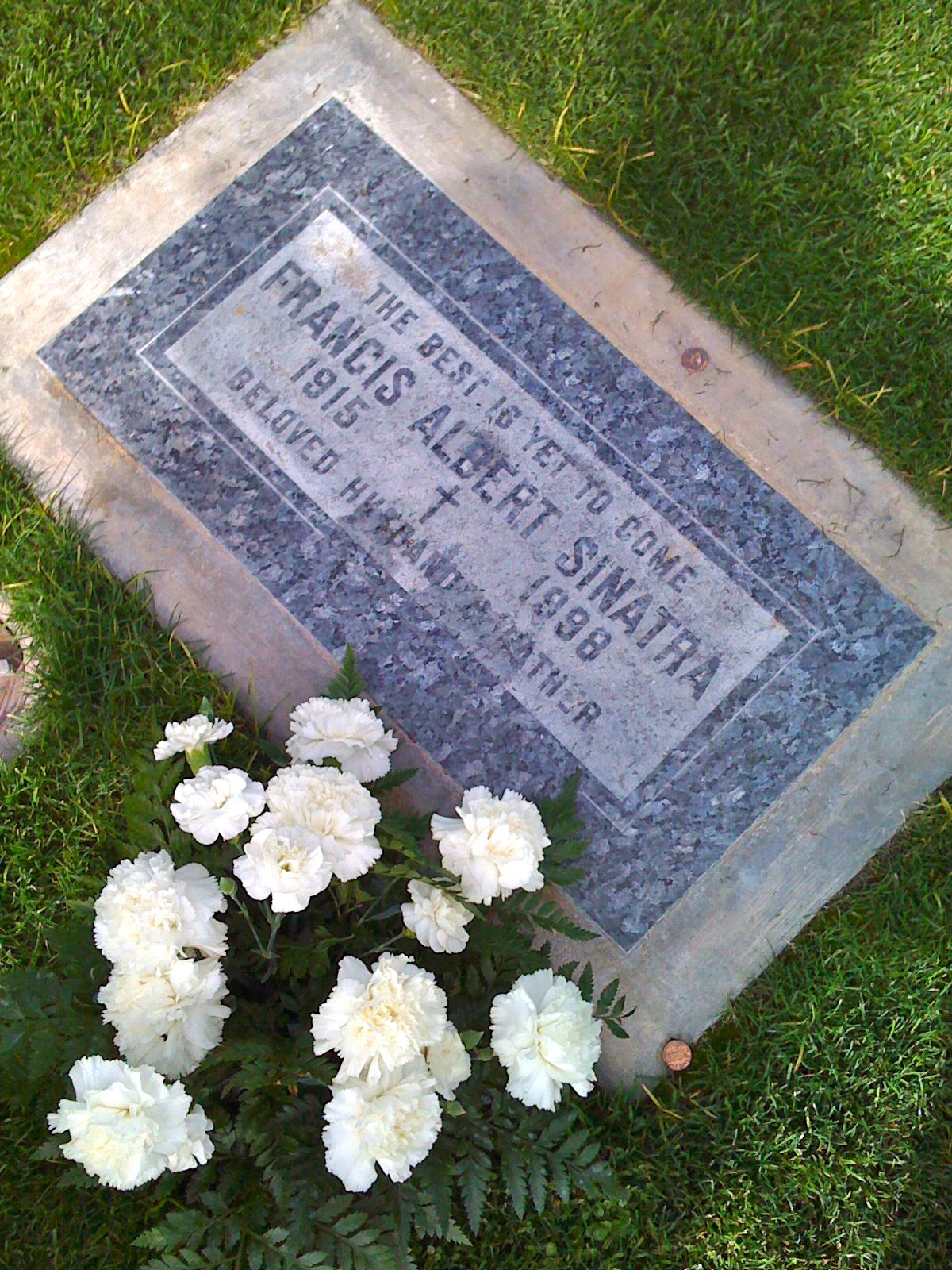
シナトラの墓

1997年2月に再度心臓発作を起こした後は一般及びマスコミの前に姿を見せることはなくなり、自宅での治療に専念した。しかし1998年5月14日にビバリー・ヒルズの自宅で心臓発作を起こし、ウェスト・ハリウッドのセダース・サイナイ・メディカル・センターに運ばれ、そのまま回復することなく永眠した。
シナトラの死は世界各国で大きな衝撃を持って受け止められ、ビル・クリントン大統領がシナトラの死を悼むメッセージを述べたほか、エルトン・ジョンやポール・マッカートニー、マイケル・ジャクソンやルチアーノ・パヴァロッティなど世界各国のアーティストがその死を悼むメッセージを発表した。また、多くのファンがシナトラの自宅やハリウッドの「ウォーク・オブ・フェイム」のシナトラの星に花束を掲げた。
さらに、シナトラと縁が深いニューヨークのエンパイア・ステート・ビルディングが弔意を示すために（シナトラの瞳と同じ）青い照明に変えられたほか、同じくシナトラと縁が深いラスベガスの大通りの全ての照明が同じく弔意を示すために10分間完全に消灯された。
1998年5月20日にビバリー・ヒルズのカトリック教会で行われた葬儀には、前妻のミア・ファロー、グレゴリー・ペック、トニー・ベネット、ボブ・ディラン、ライザ・ミネリ、トニー・カーチス、ジル・セント・ジョン、ジャック・ニコルソン、ソフィア・ローレン、カーク・ダグラス、ロバート・ワグナー、ナンシー・レーガンなど、アメリカだけでなくヨーロッパの各界から多数が参列しその死を悼んだ。
1999年3月21日に行われた第71回アカデミー賞では、かつてアカデミー助演男優賞に輝き、さらに多くの話題作に出演したシナトラに対し、追悼のトリビュートが行われた。

## マフィアとの関係

### FBIの調査対象

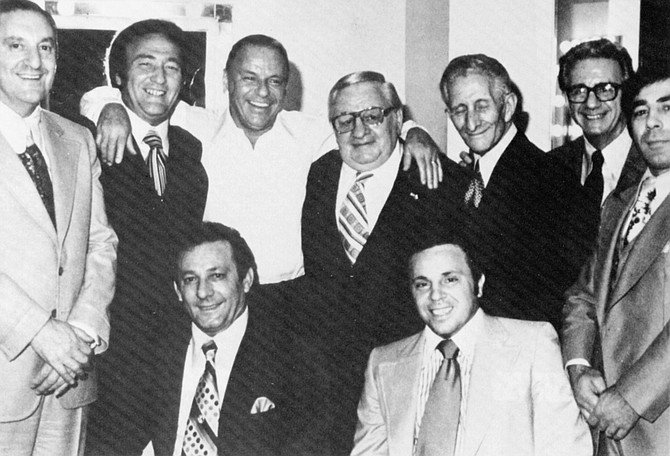
カルロ・ガンビーノやポール・カステラーノなどの「モブ」と呼ばれる側近たちと（1976年/写真提供：FBI）

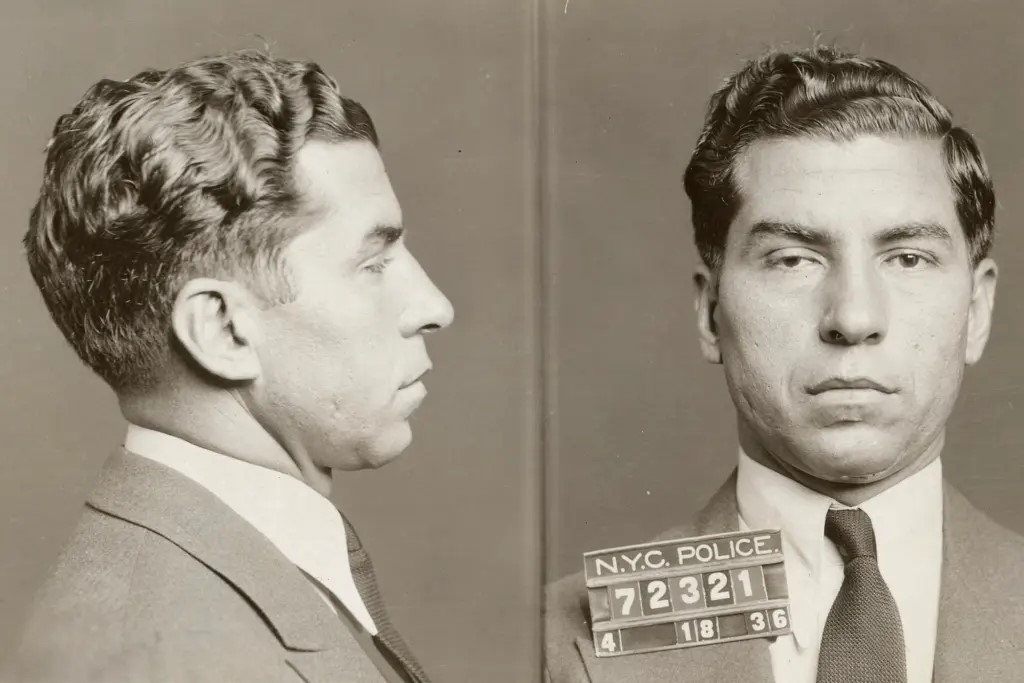
ラッキー・ルチアーノ

常に表舞台を歩いてきたシナトラだが、その生涯にわたり、地元のニューヨークやシカゴ、ラスベガスのイタリア系を中心としたマフィアとの黒い噂が絶えなかった。
実際にマフィアの大物のサム・ジアンカーナやカルロ・ガンビーノ、ラッキー・ルチアーノなどのイタリア系マフィアの歴代の大ボスとの交流があったことが、FBIの資料で公になっており、その資料は合計で2,403ページにも及ぶことから、いかに深く広いつき合いがあったかわかる。特にニューヨークの最高級ホテルであるウォルドルフ＝アストリアの住人同士だったルチアーノとは友人だった。

### 最初の結婚
1940年代、シナトラはジェノヴェーゼ・ファミリーの副ボスウィリー・モレッティと友人となった。シナトラの最初の妻だったナンシー・バルバートはモレッティと縁のある人物のいとこであった。

### 『ゴッドファーザー』
シナトラが『地上より永遠に』（1953年）の脇役に抜擢されるまでの有名なエピソードがある。つまり、スランプに陥りカムバックを狙ったものの、映画界における女性スキャンダルが元で役につけなくなったシナトラが「育ての親」であるサム・ジアンカーナに泣きつき、最終的にジアンカーナが裏で「マフィア的に」動いて役に抜擢されたというものである。
このエピソードは後に、イタリア系マフィアの血族を描いた映画、『ゴッドファーザー』で取り上げられ、世間に知られるようになる（映画上ではさすがに実名のシナトラではなく、「ジョニー・フォンテーン」と言う芸名になっている）。また『ゴッドファーザー』では、これ以外にも著名なシナトラにまつわるエピソードがいくつか取り上げられている。

### ケネディ家との関係と暗殺事件

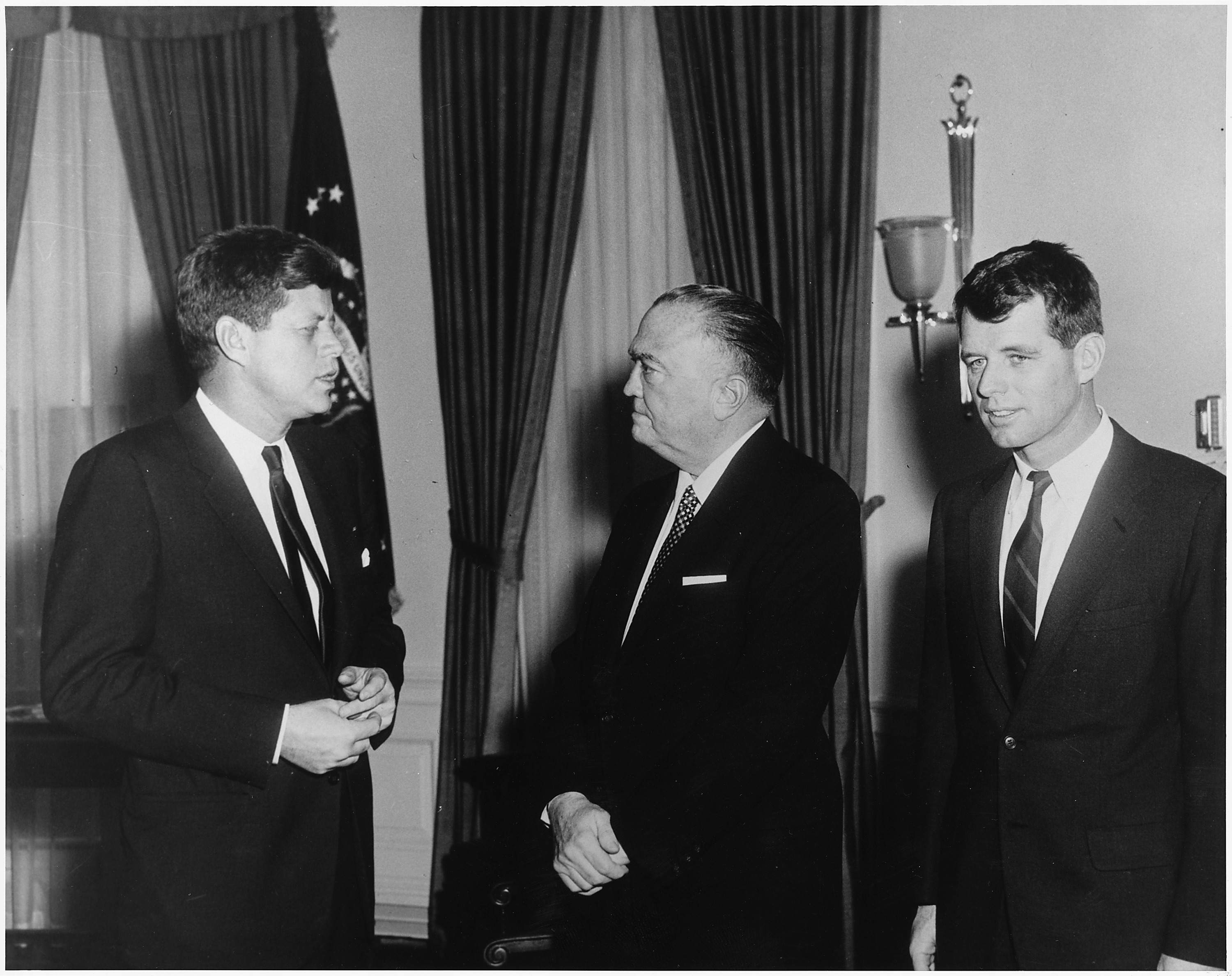
左からケネディとフーヴァー、ロバート

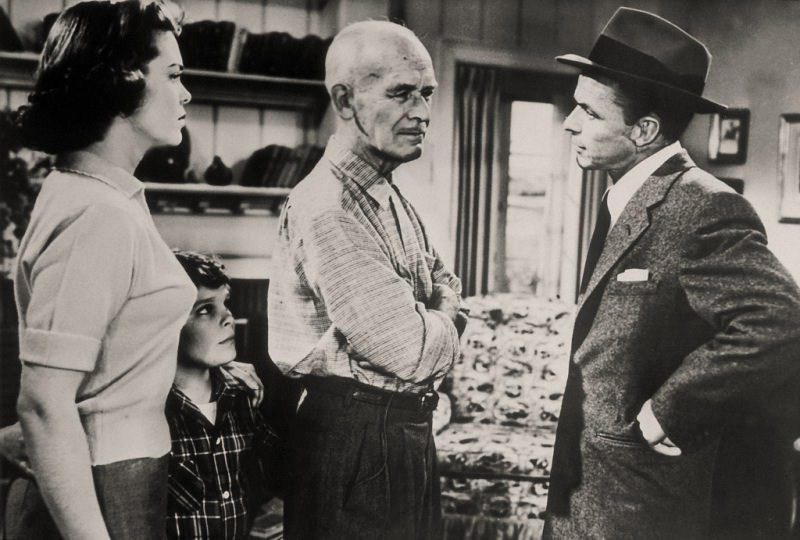
「3人の狙撃者」に出演するシナトラ（右端、1952年）

娘のナンシーによれば、ケネディが1960年の大統領選挙に立候補する際、ケネディの父親で、密造酒商売を通じてマフィアと繋がりが深く、禁酒法時代に密造酒製造・販売で財を成してのし上がった過去で有名なジョセフ・P・ケネディが、シナトラの歌手デビュー当時から密接なつき合いがあるイタリア系マフィアの大ボスで、ショービジネス界を裏で握っているジアンカーナに「選挙運動に協力するように頼んでほしい」とシナトラに頼んだと証言している。
シナトラはジアンカーナに協力を要請したほか、その後元ガールフレンドでジアンカーナの情婦でもあったジュディス・キャンベルを、大統領になる前のケネディ大統領に紹介し、実際にキャンベルと女好きで有名なケネディは短期間の間、不倫関係になった。実際にその後ジアンカーナはケネディの大統領選挙の支援を行った。
しかしケネディは上記の様に大統領当選後の1962年に、ケネディ家とジアンカーナをはじめとするマフィアとの関係を怪しんだFBI長官ジョン・エドガー・フーヴァーに忠告を受けたため、マフィアの協力で大統領に当選したこと（さらにキャンベルとケネディが愛人関係であったこと）が表ざたになることを恐れた、ケネディの実弟で司法長官となったロバートが、ジアンカーナをはじめとするマフィアとの繋がりがあるシナトラを露骨に避けた上、この様な事実のもみ消しのために「マフィアを徹底的に取り締まる」と発表し、実際にジアンカーナとシナトラとの関係を一方的に断った。
このような仕打ちに怒ったジアンカーナとシナトラは徐々に反ケネディに傾いて行き、ケネディの死の1年前にその関係は完全に途絶えた。さらにジアンカーナは「ケネディ大統領暗殺事件の黒幕の一人」と言われ、「ケネディ兄弟の暗殺はジアンカーナへの裏切りに対する報復であっただろう」と言われる陰謀論の根拠となっている。実際にジアンカーナがケネディ暗殺をほのめかしているのを、FBIが盗聴で確認している。
なおシナトラは、1963年11月22日のケネディ大統領暗殺事件の直後に、1952年にかつて自分が出演した映画「3人の狙撃者」のフィルムを回収して回ったと言われている。そこでのシナトラの役は大統領狙撃未遂の主犯の上官だった。

### タブー
これらのことは「公然の秘密」であり、メディアのインタビュアーがマフィアとの関係を尋ねることはタブーとされていて、実際に尋ねてしまった場合はインタビューは即時中断し、そのインタビュアーは二度とシナトラに対するインタビューはできなかった。
なお、有名なニュースアンカーのウォルター・クロンカイトがCBSテレビのインタビュー番組の収録の際、番組のプロデューサーにけしかけられてシナトラにマフィアとの関係を尋ねてしまった際には、怒ったシナトラが自らのマネージャーを呼びつけて中座し、インタビューは中止された。その後、シナトラとマネージャー、プロデューサーの話し合いの後に再開し、シナトラより「興行先で興行主がマフィアであると知らず同席することはあった」との説明があったに留まった。

## 私生活

### 家族

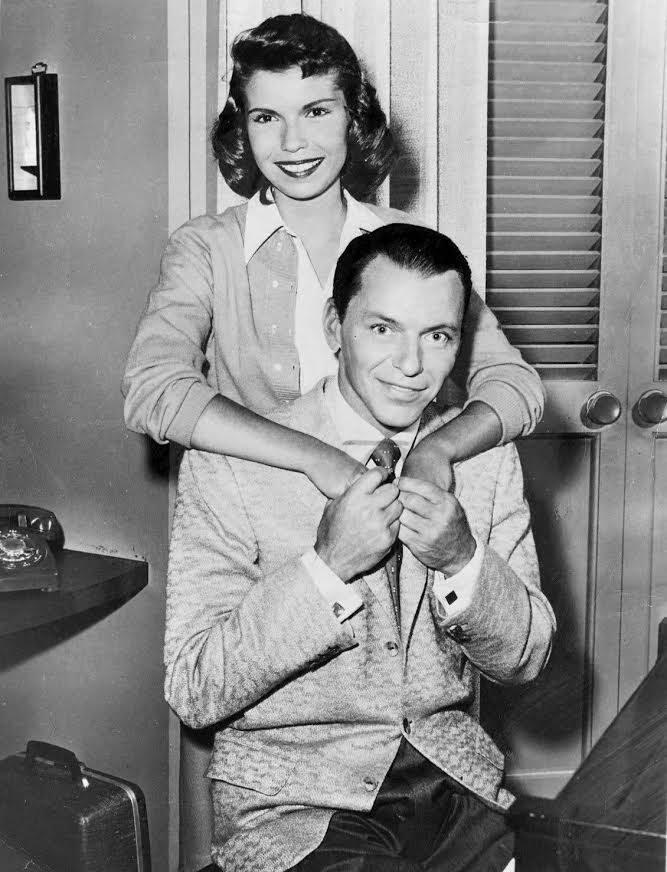
ナンシー・バルバトとともに

1939年にホーボーケン時代からの恋人ナンシー・バルバトと最初の結婚をした後、1951年に離婚するまでの間に3人の子供をもうけた。3人ともエンターテイメントの世界に進んだ。
長女のナンシー（Nancy Sinatra）は歌手として活躍し、特にスパイ映画の007シリーズ第5作『007は二度死ぬ』の主題歌は世界的なヒットとなった。次女ティナは女優としてテレビを中心に活躍した。
長男のフランクJr.は歌手となったが、1963年12月にレイク・タホの自宅で誘拐され、240,000ドルを要求されたものの2日後に解放された。その後もピアニスト、音楽プロデューサー、歌手として活躍している。来日経験も多く、映画『ある兵士の賭け』に出演、2010年2月にはブルーノート東京で亡き父フランク・シナトラの歌を披露した。2016年3月に亡くなった。72歳だった。
母親のナタリー・シナトラは、1977年1月9日、シナトラの公演に向かう途中、乗っていた小型ジェット機がカリフォルニア州パームスプリングスの北西45kmの山中に墜落し、亡くなった。
上記の様に最初の妻のナタリーとは長男と長女、次女の3人の子をもうけたが、女優のエヴァ・ガードナーと付き合い始めてからはナタリーとの離婚を模索した。しかし2人ともカトリック教徒であることから協議が難航した。1951年にナタリーと離婚してからわずか10日後にガードナーと再婚したものの、カムバック後の多忙と浮気癖の再発により1957年に離婚した。
その後は独身であることを大いに謳歌したものの、1966年には、30歳年下の女優のミア・ファローと結婚した。しかしこの結婚は、年齢の違いによる価値観の違いからわずか2年しか持たなかった。ゼッポ・マルクスの元妻で、最後の妻となるバーバラとは1976年に結婚し、1998年に死ぬまで添い遂げた。

### 交友関係
上記のように歌手や俳優仲間から政治家、マフィアまで幅広い交友関係を持っていた。また、かつての栄光の座を失って仕事や金銭面で苦境に立たされた友人や後輩などへ陰ながら支援を続けたことでも知られ、「人生のツキから見放されて、初めてフランクのありがたさがわかる」と言われていた。

### プレイボーイ
前記のモンローやローレン・バコール、キム・ノヴァク、シャーリー・マクレーン、ナタリー・ウッドなど多くの女優と浮名を流したほか、同じく女優のエヴァ・ガードナーやミア・ファローなどと計4回結婚するなど、生涯を通じてプレイボーイとして名を馳せた。また、上記のケネディ兄弟や、ドミニカ共和国の外交官ポルフィリオ・ルビロサなどのプレイボーイの友人も多かった。
また、ハンガリー出身の女優エヴァ・バルトークはドイツの俳優クルト・ユルゲンスと離婚後の1957年に娘が誕生したが、後年彼女の父親はシナトラだったと告白している。

## ディスコグラフィ：代表的なヒット曲

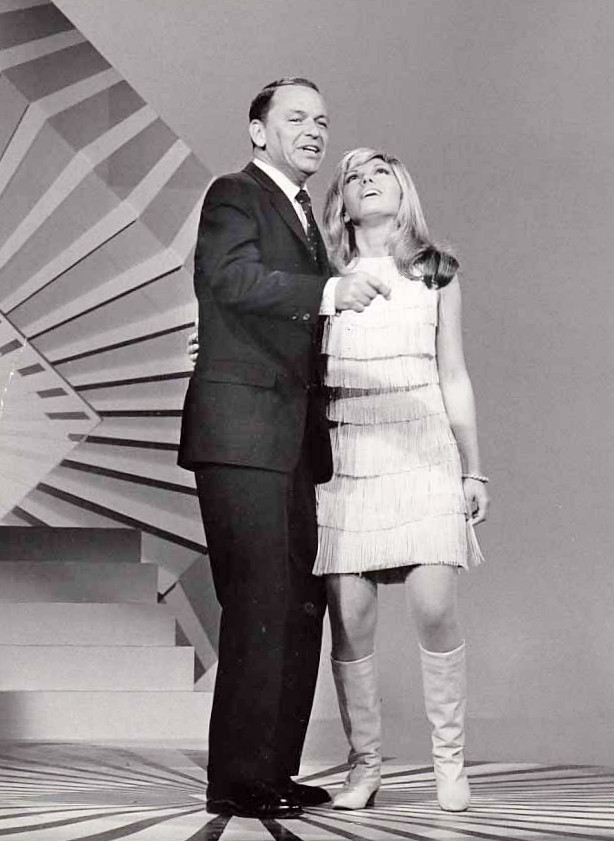
娘のナンシーとともに

フランク・シナトラのシングルおよびアルバムの年代リスト（英語版Wikipedia）
生涯を通じ数多くのミリオンセラーを連発した他、ルイ・アームストロングやアントニオ・カルロス・ジョビン、セリーヌ・ディオンやビング・クロスビーなどの音楽界との大物との競演、競作も数多い。ヒットした曲の多くがスタンダードとして、多くのアーティストにカバーされている。
- オール・オア・ナッシング・アット・オール（All or Nothing at All） - 1939年、シナトラ初のミリオンセラー曲。
- アイ・フォール・イン・ラヴ・トゥー・イージリー（en:I Fall In Love Too Easily）
- 君微笑めば
- あなたはしっかり私のもの（I've Got You Under My Skin）
- オール・ザ・ウェイ（All The Way）
- タイム・アフター・タイム (Time After Time)
- アイム・ア・フール・トゥ・ウォント・ユー（I'm A Fool To Want You）
- フライ・ミー・トゥー・ザ・ムーン（Fly Me to the Moon）
- カム・フライ・ウィズ・ミー（Come Fly with Me）
- マイ・ウェイ（My Way）
- ニューヨーク・ニューヨーク（Theme from New York, New York）
  - On the Town（踊る大紐育）のオープニングソングNew York New Yorkではない。
- 夜のストレンジャー（Strangers in the Night）
- 恋のひとこと（Somethin' Stupid）
- 今宵の君は（The Way You Look Tonight）
- ヤング・アット・ハート（Young At Heart）
- ユー・メイク・ミー・フィール・ソー・ヤング（You Make Me Feel So Young）

### アルバム
- フランク・シナトラ・シングス・フォー・スウィンギン・ラヴァーズ
- フランク・シナトラ・シングス・フォー・ヤング・ラヴァーズ
- カム・フライ・ウィズ・ミー
- カム・ダンス・ウィズ・ミー
- スウィング・イージー
- オンリー・ザ・ロンリー
- シナトラ・スウィンギンセッション・アンド・モア
- ポイント・オブ・ノーリターン
- アカデミー・アウォード・ウィナーズ
- シナトラ・ライヴ・アット・ザ・サンズ
- アラウンド・ザ・ワールド
- 夜のストレンジャー
- グレイテスト・ヒッツ
- クリスマス・アルバム
- ジョリー・クリスマス・フロム・フランク・シナトラ
- シナトラ&ジョビン（アントニオ・カルロス・ジョビンとの競演）
- ヴォイス
- セプテンバー・オブ・マイ・イヤーズ - September of My Years（Reprise）1965年
- ザッツ・ライフ - That's Life（Reprise）1966年
- マイ・ウェイ - My Way（Reprise）1969年
- シナトラ・アンド・カンパニー - Sinatra & Company（Reprise）1971年
- L.A.イズ・マイ・レイディ - L.A. Is My Lady（Qwest/Warner Bros.）1984年
- デュエッツ - Duets（Capitol）1993年
- デュエッツII - Duets II（Capitol）1994年

### ボックスセット
- ヴォイス〜コロンビア・イヤーズ1943-1952 - The Best of the Columbia Years: 1943–1952（Columbia）1995年
- キャピトル・イヤーズ
- リプリーズ・コレクション

## 日本公演
- 1962年
  - 4月20日 東京赤坂・ミカド[27]（米国貸し切り公演）
  - 4月21日昼 日比谷野外音楽堂（チャリティ公演）
  - 4月20日夜 東京赤坂・ミカド
  - バンドはセクステットによるライブ（元のオーケストラ版を再編曲）
  - 4月28日と5月12日にTBSにて『フランク・シナトラ・ショー 〜赤坂・ミカド〜』としてTBSで放映
  - 4月21日昼のチャリティ公演は、5月5日にTBSにて『丸井土曜プレゼント「フランク・シナトラ・チャリティ・ショー」』としてTBSで放映[28]
- 1974年
  - 6月30日 帝国劇場 第3回東京音楽祭（特別審査員として参加。この年特別に設けられた「フランク・シナトラ賞」の授与役）
  - 7月2日 日本武道館（主催：日刊スポーツ）
  - 7月3日 ホテル・パシフィック（主催：アジアエンタープライズ）
  - 7月4日 帝国ホテル（主催：クラブ・エルモロッコ）
- 1985年
  - 4月17日、18日、19日 日本武道館（富士通スペシャル・コンサート）
  - 4月17日　フジテレビ「夜のヒットスタジオDELUXE」生出演
  - 4月22日 帝国ホテル
- 1989年 with サミー・デイヴィスJr.、ライザ・ミネリ
  - 2月23日 大阪城ホール、25日 東京ベイNKホール
- 1991年 with Steve Lawrence & Eydie Gormé
  - 3月10日、11日 横浜アリーナ
- 1994年 with ナタリー・コール
  - 12月19日、20日 福岡ドーム

日本におけるシナトラの興行や企画等の権利については、シナトラの初の来日時のボディガードを行った敏いとうが窓口となっている。

## 映画

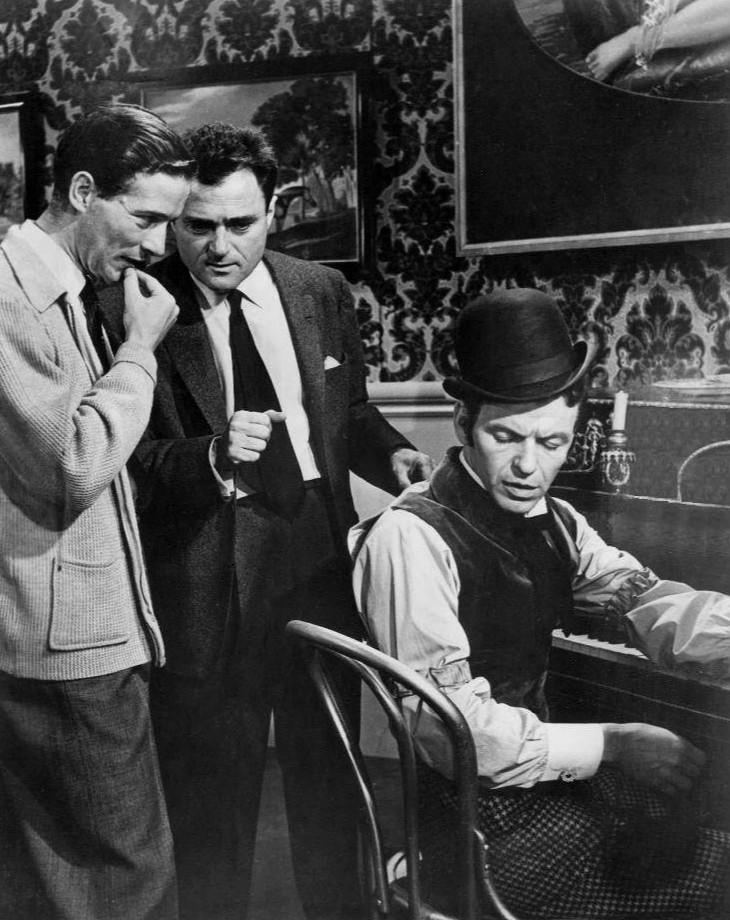
「八十日間世界一周」（1956年）

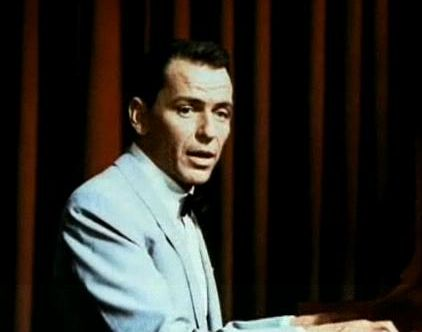
「夜の豹」（1957年）

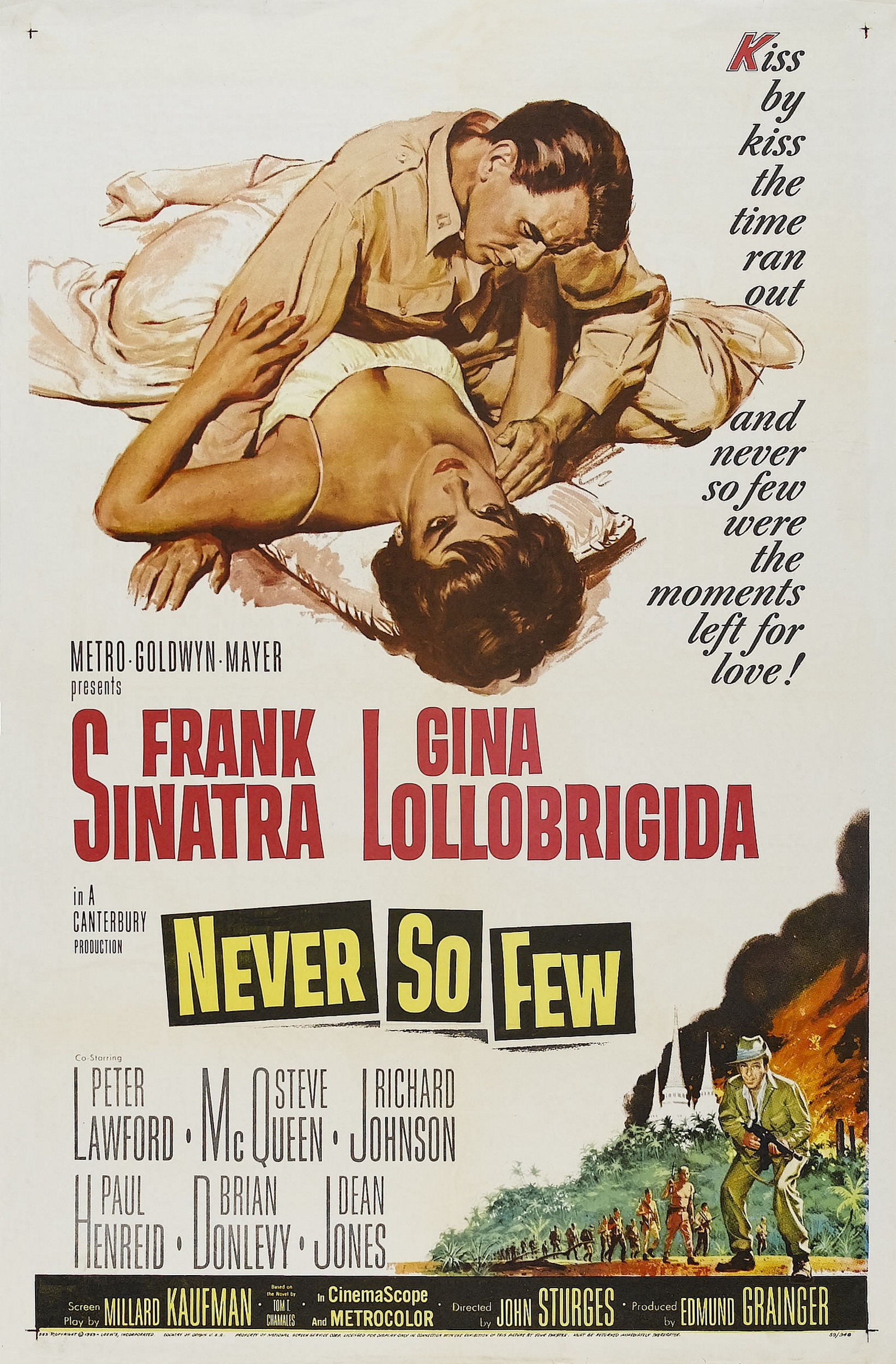
「戦雲」（1959年）

『地上より永遠に』で1953年にアカデミー賞助演男優賞を獲得した他、『踊る大紐育』や『上流社会』、『脱走特急』などの多くの作品に主役、準主役級で出演した。
オットー・プレミンジャー監督作品『黄金の腕』では、麻薬中毒に苦しむ博打うちのドラマー役で鬼気迫る演技を見せた。『錨を上げて』、『踊る大紐育』、『上流社会』、『抱擁』などの劇中で歌唱したナンバーは、後世までスタンダードとなった歌も少なくない。しかし一方で、俳優活動を積極的に行わなくなった1960年代後半以降に主演した映画には、質的に他愛ない水準の作品も少なくなかった。
知名度の高さから『八十日間世界一周』や『キャノンボール2』などのカメオ出演でも活躍したが、特に1965年の『オスカー』では、ラストシーンでの一瞬の登場だけで全てをひっくり返すどんでん返しの役割を演じた。

### 出演作
- ラスヴェガスの夜 Las Vegas Nights（1941）
- おおい、その船 Ships Ahoy（1942）
- グッドモーニング・ベヴァリー Reville with Beverly（1943）
- どんどん高く Higher and Higher（1943）
- 芸人ホテル Step Lively（1944）
- 錨を上げて Anchors Aweigh（1945）
- 下町天国 It Happened in Brooklyn（1947）
- 奇蹟の鐘 The Miracle of the Bells（1948）
- キッシング・バンディット The Kissing Bandit（1948）
- 私を野球へつれてって Take me Out to the Ball Game（1949）
- 踊る大紐育 On the Town（1949）
- ダブル・ダイナマイト Double Dynamite（1951）
- ダニー・ウィルスンに会ってくれ Meet Danny Wilson（1952）

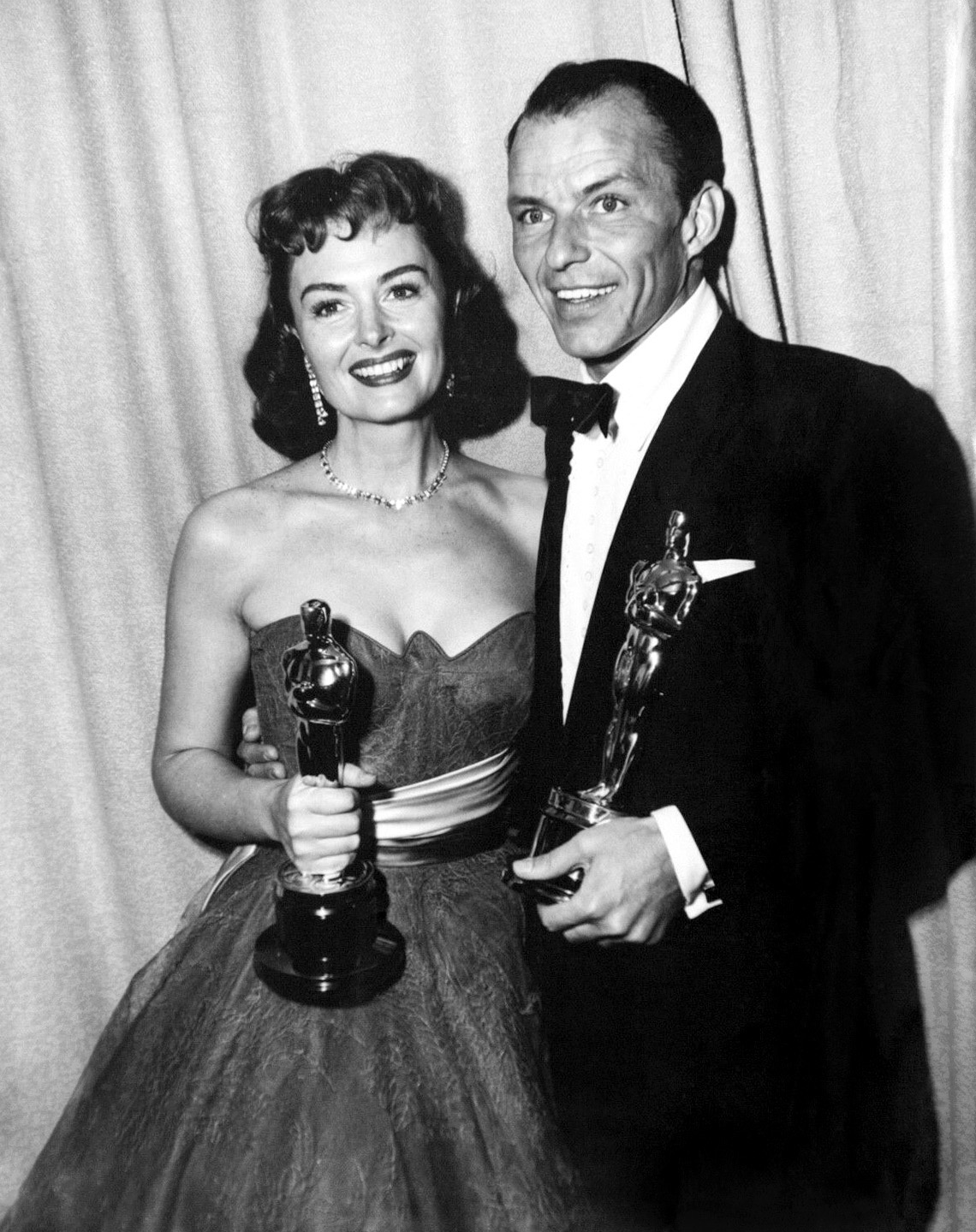
「地上より永遠に」のアカデミー授賞式でD・リードと（1954年）

- 「地上より永遠に」のアカデミー授賞式でD・リードと（1954年）地上より永遠に From Here to Eternity（1953）
- 三人の狙撃者 Suddenly !（1954）
- 心の青春 Young at Heart（1955）
- やさしい罠 The Tender Trap（1955）
- 黄金の腕 The Man with The Golden Arm（1955）
- 野郎どもと女たち Guys and Dolls（1955）
- 見知らぬ人でなく Not As A Stranger（1955）
- ジョニー・コンチョ Johnny Concho（1956）
- 上流社会 High Society（1956）
- 八十日間世界一周 Around the World in 80 Days（1956）
- 誇りと情熱 The Pride and the Passion（1957）
- 夜の豹 Pal Joey（1957）
- 抱擁 The Joker is Wild（1957）
- 最后の接吻 Kings Go Forth（1958）
- 走り来る人々 Some Came Running（1958）
- 波も涙も暖かい A Hole in the Head（1959）
- 戦雲 Never So Few（1959）
- オーシャンと十一人の仲間 Ocean's Eleven（1960）
- カンカン Can-Can（1960）
- ペペ Pepe（1960）
- 四時の悪魔 The Devil at 4 o'clock（1961）
- 影なき狙撃者 The Manchurian Candidate（1962）
- 荒野の3軍曹 Sergeants 3（1962）
- 野望の系列 Advise & Consent（1962）
- テキサスの四人 4 For TEXAS（1963）
- ナイスガイ ニューヨーク Come Blow Your Horn（1963）
- 七人の愚連隊 Robin and the Seven Hoods（1964）
- 勇者のみ None But the Brave（1965）
- 結婚専科 Marriage on the Rocks（1965）
- 脱走特急 Von Ryan's Express（1965）
- クィーン・メリー号襲撃 Assault on a Queen（1966）
- 巨大なる戦場 Cast a Giant Shadow（1966）
- トニー・ローム/殺しの追跡 Tony Rome（1967）
- 裸のランナー The Naked Runner（1967）
- 刑事 The Detective（1968）
- セメントの女 Lady in Cement（1968）
- 大悪党 ジンギス・マギー Dirty Dingus Magee（1970）
- ザッツ・エンターテインメント That's Entertainment!（1974）
- 第一の大罪 The First Deadly Sin（1980）
- キャノンボール2 The Cannonball Run II（1983） - 本人役

## CM
- クライスラー（「インペリアル」、1980年）

## TV（日本のみ）
- 「フランク・シナトラ・オン・ステージ」（1985年4月10日、フジテレビ）
- 「夜のヒットスタジオ」（1985年4月17日、フジテレビ）

## 受賞歴

### アカデミー賞
受賞
1946年 アカデミー名誉賞：『The House I Live In』
1954年 アカデミー助演男優賞：『地上より永遠に』
1971年 ジーン・ハーショルト友愛賞
ノミネート
1956年 アカデミー主演男優賞：『黄金の腕』

### ゴールデングローブ賞
受賞
1954年 助演男優賞：『地上より永遠に』
1958年 主演男優賞 （ミュージカル・コメディ部門）：『夜の豹』
1971年 セシル・B・デミル賞
ノミネート
1964年 主演男優賞（ミュージカル・コメディ部門）：『ナイスガイ ニューヨーク』